# Культурное влияние певицы Мадонны

GIF с различными эрами Мадонны

Певица оказала влияние не только на музыку, но и на моду, феминизм и постмодернизм. Стала источником вдохновения многих последующих исполнительниц, среди которых Destiny's Child, Бритни Спирс, Пинк, Леди Гага, Кэти Перри, Майли Сайрус,
Адель и Эсперанса Сполдинг. По мнению журнала Billboard, история поп-музыки по сути делится на две эры — «до Мадонны» и «после Мадонны». Из всей «несвятой троицы» 1958 года рождения — Майкл Джексон, Принс, Мадонна — лишь у неё получалось успешно экспериментировать, не изменяя при этом себе.
Творчество Мадонны 1990-х годов было встречено столь отрицательными отзывами прессы и порицанием общества, что привлекло внимание академической среды. По примеру Гарвардского университета, высшие учебные заведения включали мини-курсы «мадонноведения». Междисциплинарный курс об «интерпретации корпуса её работ» и их влиянии на субкультуры положил начало многолетнему дискурсу. Профессор английского языка Университета Огайо Роберт Миклич рассматривал само его возникновение как «симптом времени» в своей работе «От Гегеля до Мадонны: навстречу экономике товарного фетишизма».

## Влияния на Мадонну
По мнению биографа Тараборелли, наибольшее влияние на Мадонну оказала преждевременная смерть матери, после которой 5-летняя Мадонна два года страдала агорафобией: при выходе из дома у неё начиналась рвота. Мать была тёзкой певицы и её имя на могильной плите рано вызвало у девочки «мысли о жизни и смерти». Страх смерти отца вызвал сильную зависимость от его мнения и заставил преодолевать неуверенность в себе. Мадонна говорила, что подозрение в собственной посредственности является основным стимулом её поведения.
Музыкальный критик Люси О’Брайен считала изнасилование в 19-летнем возрасте более важным стимулом её поведения, нежели ранняя потеря родителя, лишь усилившая её виктимность. О’Брайен также полагала, что перенесённое насилие подвигло певицу на манифестацию равенства во всех проявлениях: в частности, желание отомстить повлияло на её книгу «Sex», где она рассказывала истории в фотографиях под маской различных персонажей в стиле работ Синди Шерман.

### Исполнители и группы, повлиявшие на творчество Мадонны
|  | [Мадонна] — блестящий поп-мелодист и лирик. Я был сражен качеством песен [во время сессий Ray of Light]. Лирика «The Power of Good-Bye» просто ошеломляет. Я люблю Мадонну как артиста и как автора песен... Знаю, что она выросла на Джони Митчелл и Motown, и, по моему мнению, воплощает в себе лучшее из двух направлений. Её автобиографичные песни чудесны, и при этом она может сочинить роскошный поп-припев... Она заслуживает большего признания как автор.— Рик Ноуэлс, соавтор и сопродюсер альбома Ray of Light [23] |
 
Оригинальный текст (англ.) [Madonna] is a brilliant pop melodist and lyricist. I was knocked out by the quality of the writing [during Ray of Light sessions]. The lyrics to "The Power of Good-Bye" are stunning. I love Madonna as an artist and a songwriter... I know she grew up on Joni Mitchell and Motown, and to my ears she embodies the best of both worlds. She is a wonderful confessional songwriter, as well as being a superb hit chorus pop writer... She doesn’t get the credit she deserves as a writer. 

В интервью 1985 года Чикконе назвала «These Boots Are Made for Walkin'» Нэнси Синатры первой песней, произведшей на неё сильное впечатление. В детстве на неё оказали влияние Карен Карпентер, The Supremes, Led Zeppelin и The Who, позднее — Blondie.
«Хамелеон рок-музыки» Дэвид Боуи повлиял на всю её карьеру. По словам культуролога Питера Йорка, она стала первой женщиной, которая «пошла путём Боуи». Игра на ударных в фанк-поп-ска-панк группе Breakfast Club и создание Emmy способствовали её последующему статусу поп-рок-диско-звезды, легко меняющей аранжировки песен от гранжа к диско. В её песнях раннего периода сильно влияние Крисси Хайнд.

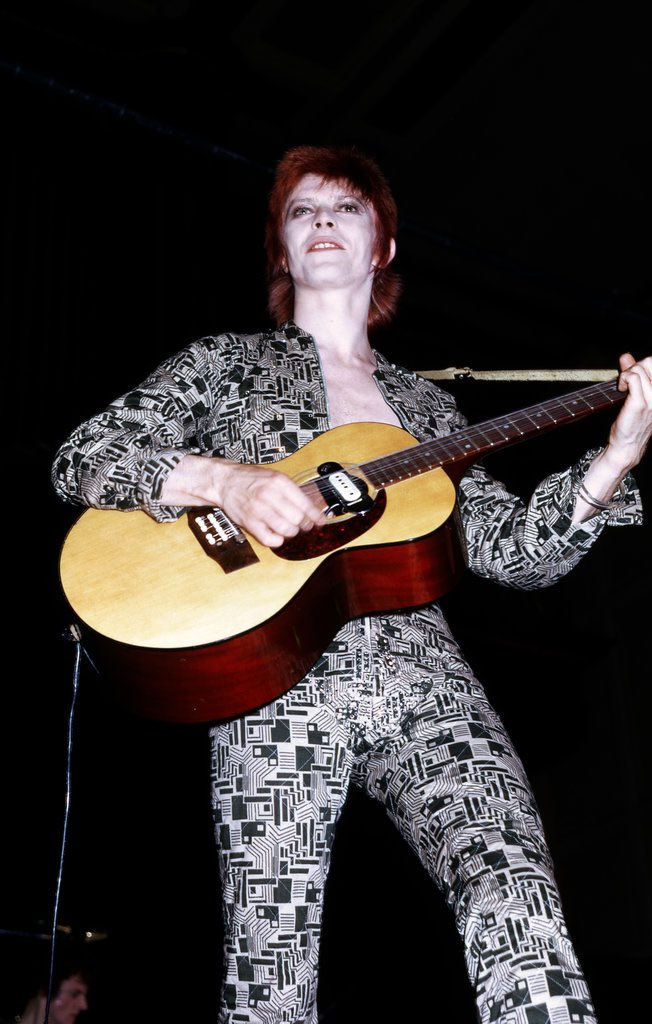
Лондонец Дэвид Боуи (1947—2016) во время тура Ziggy Stardust Tour 1972-73 года. Концерт этого тура в Детройте вдохновил его 14-летнюю фанатку Мадонну Чикконе, будущего «хамелеона поп-музыки»[28][30].
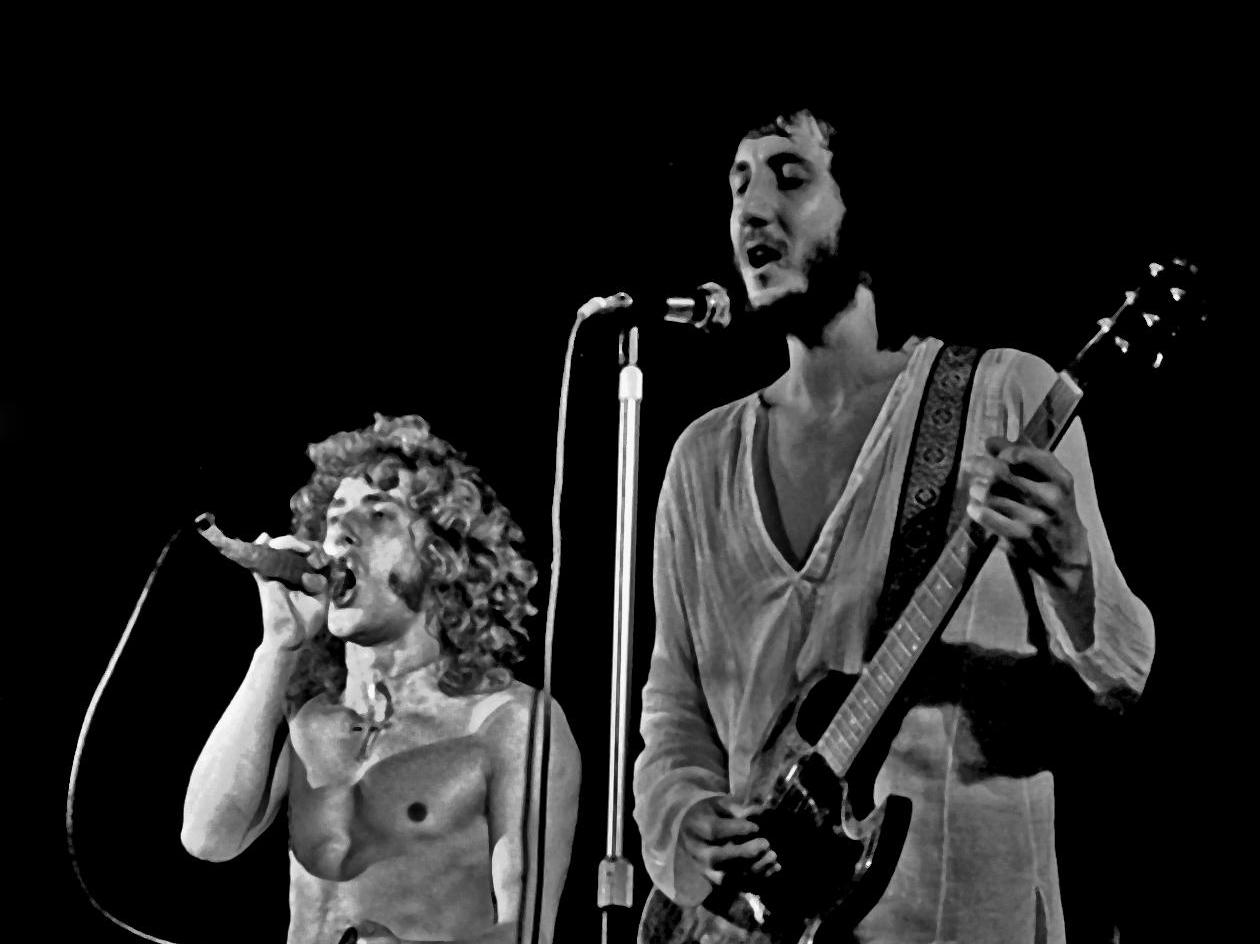
Лондонские британцы The Who были любимой рок-группой Мадонны в детстве.
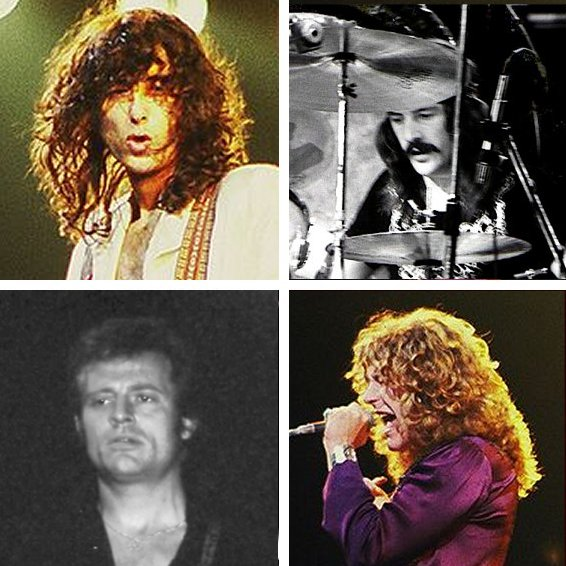
Лондонские британцы Led Zeppelin были ещё одной любимой рок-группой Мадонны в детстве.
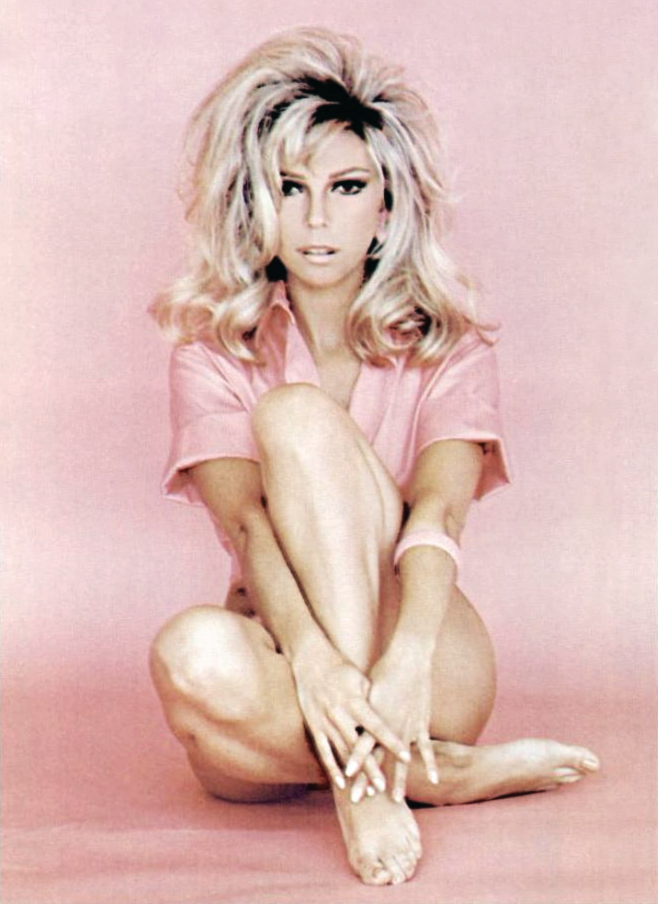
Нэнси Синатра (род. 1940; родом из штата  Нью-Джерси, Северо-Восток США) со своим хитом «These Boots Are Made for Walkin'» была любимой исполнительницей Мадонны в детстве.
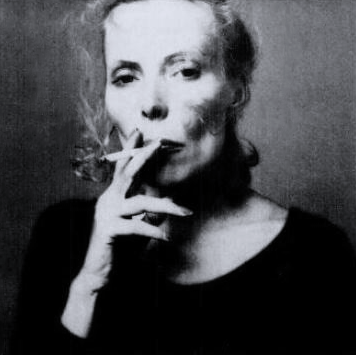
Джони Митчелл (род. 1943; родом из провинции  Альберта, Канада) была любимой исполнительницей Мадонны в детстве.
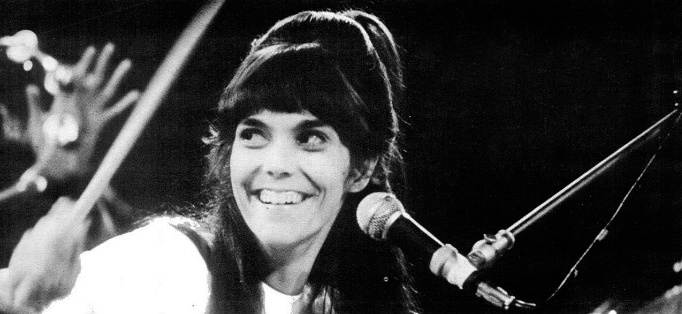
Певица и барабанщица Карен Карпентер (1950—1983; родом из штата  Коннектикут, Новая Англия) из группы The Carpenters была любимой певицей Мадонны в детстве и юности.
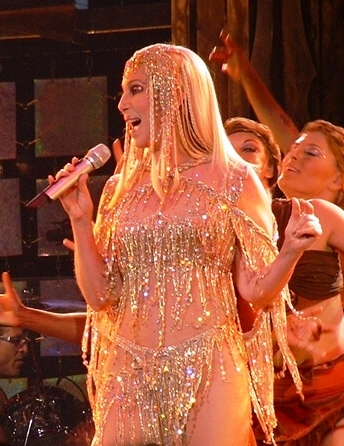
Певица и актриса Шер (род. 1946; родом из штата  Калифорния, Запад США), также использующая мононим и кэмп-образы, оказала явное влияние на сценический имидж Мадонны.
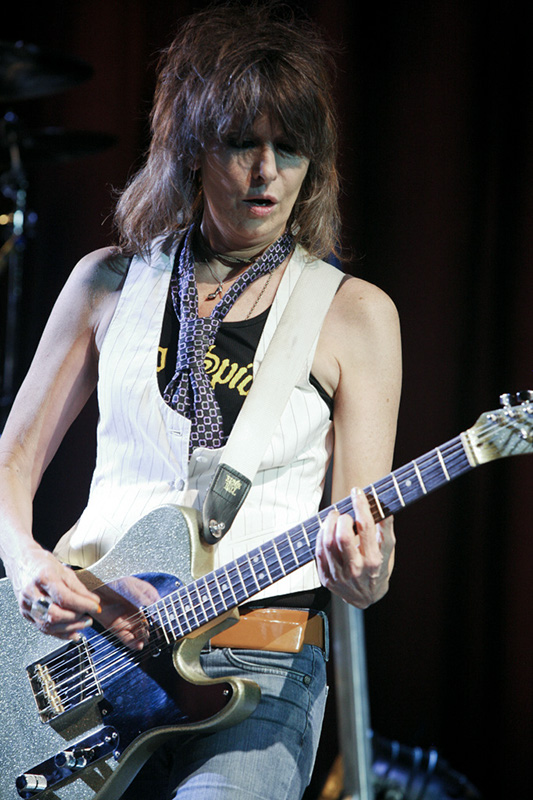
Крисси Хайнд (род. 1951; родом из штата  Огайо, Средний Запад США) из группы Pretenders сильно повлияла на Мадонну в начале карьеры[25].
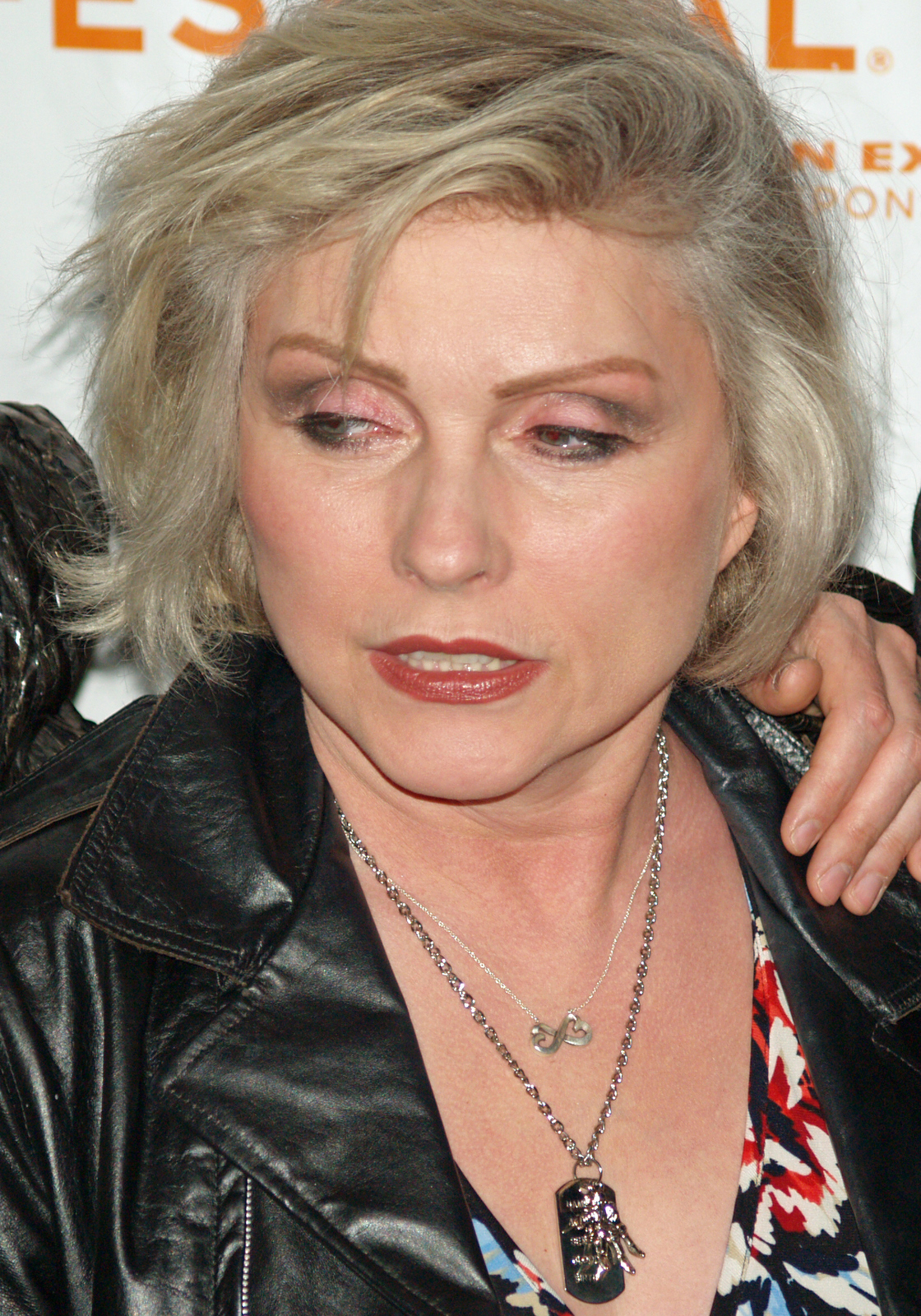
Дебби Харри (род. 1945; родом из штата  Флорида, Юг США) оказала большое влияние на Мадонну в начале карьеры[25].
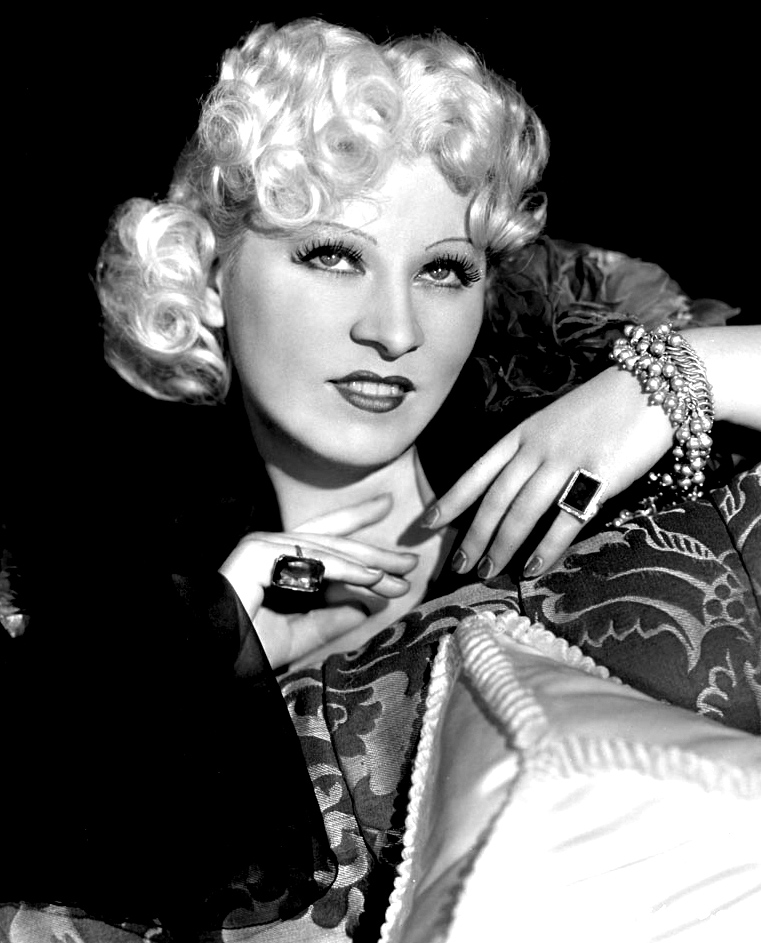
Мэй Уэст (1893—1980; родом из штата  Нью-Йорк, Северо-Восток США), комедийная актриса и сценарист, с которой часто сравнивали имидж Мадонны в начале карьеры — за сочетание сексуальности, юмора, нарочитой вульгарности и острословия[31][32].
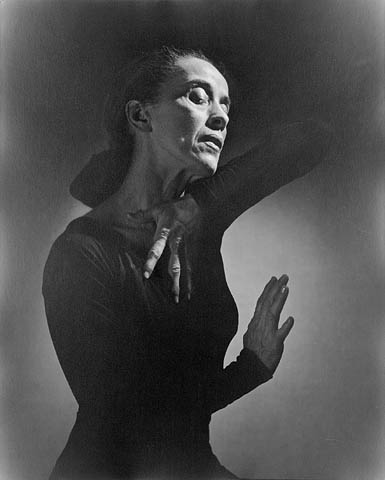
Марта Грэм (1894—1991; родом из штата  Пенсильвания, Северо-Восток США), образом и хореографией которой Мадонна вдохновлялась в клипах «Rain» и «Frozen». У Мадонны хореографическое образование, и она участвовала в постановках Лэнг и Эйли[24][33].➤
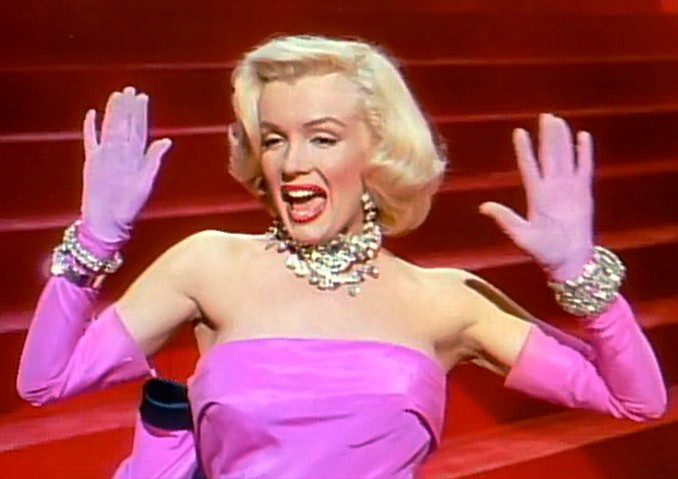
Мадонну начали сравнивать с кинодивой Мэрилин Монро (1926—1962; родом из штата  Калифорния, Запад США) после клипа «Material Girl», представлявшего собой ироничную пародию на «Diamonds Are a Girl’s Best Friend».
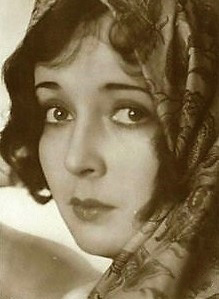
Актриса Дита Парло (1906—1971; родом из германского города Штеттин, сейчас —  Западно-Поморское воеводство, Польша,  Европейский союз) стала альтер-эго Мадонны на альбоме Erotica и в книге-фотоальбоме «SEX».
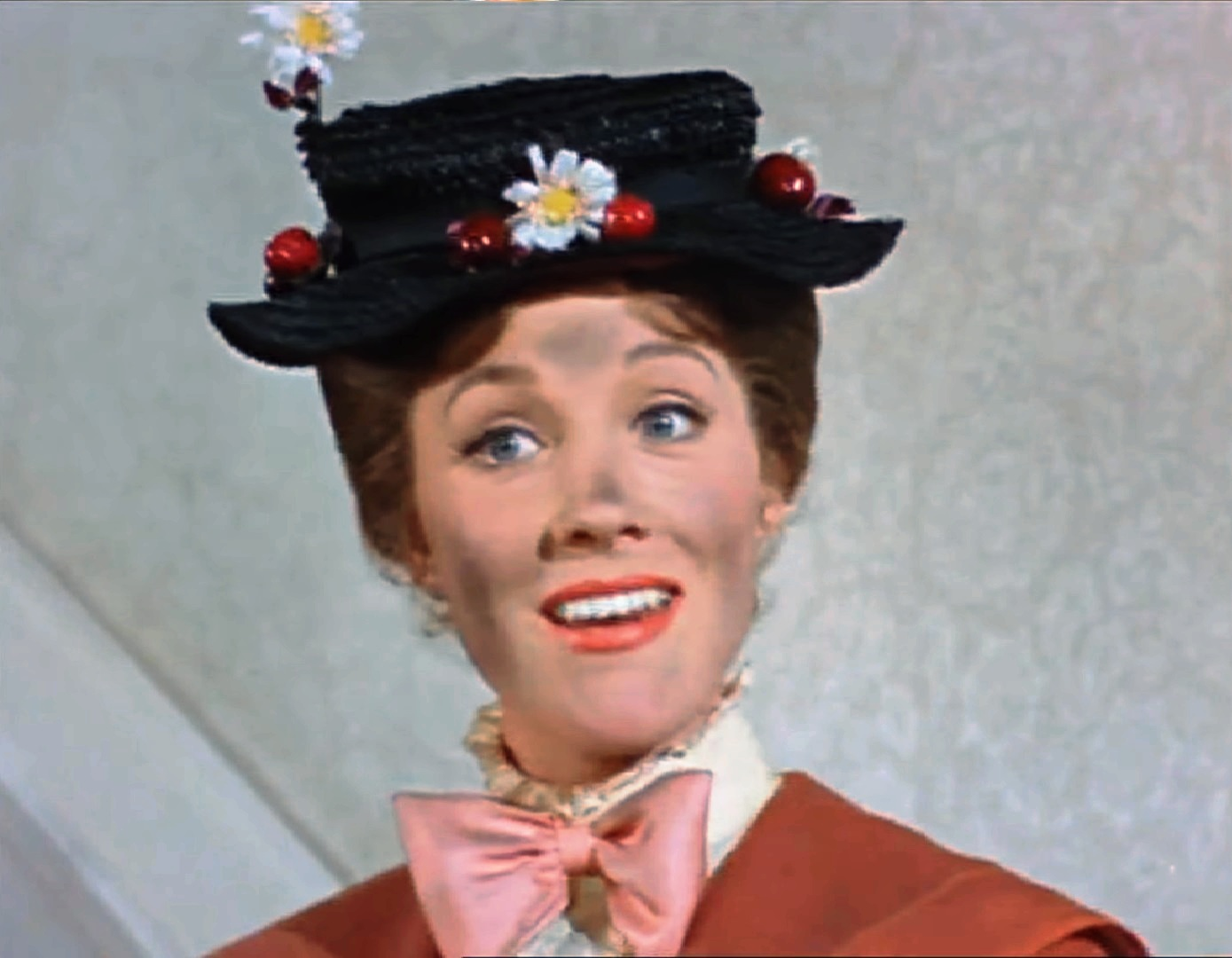
Певица и актриса Джули Эндрюс (род. 1935; родом из графства  Суррей, Великобритания) была любимой кинозвездой Мадонны (и её брата Кристофера) в детстве.

### Другие важные влияния на творчество Мадонны

#### Танец модерн
Со времён занятий балетом Чикконе вдохновлялась классической музыкой, особенно выделяя барокко, Густава Малера, Вольфганга Амадея Моцарта и Фредерика Шопена. Мадонна вспоминала о своих сложных отношениях с одноклассниками в пригороде Детройта: «Нападки толпы лишь подтверждали мое превосходство: что мне до этого быдла, которое даже Малера не знает!». Большинством биографов отмечено влияние на неё хореографов модерна и постмодерна, в особенности Марты Грэм и «родственной души» Дункан.

#### Книги
По мнению музыкального критика Люси О’Брайен, в 14 лет на Чикконе как будущего поп-поэта повлияла дружба с будущим признанным поэтом Уином Купером. Он учился в той же школе на класс старше и показывал ей свои стихи. По воспоминанием Купера, девушка казалась застенчивой и немного отстранённой, она скромно одевалась и особо любила книги Олдоса Хаксли и роман «Любовник леди Чаттерлей».
В раннем возрасте Мадонна обратила внимание на поэзию Энн Секстон и Сильвии Плат, что повлияло на её обманчиво простую метатекстуальную лирику. На певицу также повлияла лирика Джони Митчелл. В 2000-х годах Мадонна также была известна как детская писательница. В 2014 году певица поделилась своим списком книг, «изменивших её жизнь»:
- «Война и мир» Льва Толстого;
- «Убить пересмешника» Харпер Ли;
- «Над пропастью во ржи» Джерома Дэвида Сэлинджера;
- «Сердце — одинокий охотник» Карсон Маккалерс;
- «По ком звонит колокол» Эрнеста Хэмингуэя;
- «Когда я умирала» Уильяма Фолкнера;
- «Комната Джованни» Джеймса Болдуина;
- «Под стеклянным колпаком» Сильвии Платт[41].

#### Религия
Влияния католицизма и религиозного синкретизма характерны для всего творчества Мадонны. До 12-ти лет певица хотела стать монахиней и музыка мессы повлияла на её сочинения и манеру: профессор Дуглас Келлнер особо выделил органный григорианский контрапункт «Music» и подражание церковному пению во «Frozen». В имидже первых двух альбомов видна бижутерия из огромных крестов и рваная одежда «современной юродивой», как объединение двух её детских мечтаний — «быть монахиней и быть Нэнси Синатрой».
В клипе на песню «La Isla Bonita» она показана молящейся на чётках розария. Альбом Like a Prayer (1989) посвящён влиянию католического воспитания певицы на её отношения с родителями и миром. Стала изучать каббалу с 1996 году, но не переходила в иудаизм (гиюр). В 2006 году уточнила, что продолжает «верить в Иисуса» и воспринимает каббалу в качестве философской, а не религиозной системы. Певица давала многомиллионные пожертвования школам каббалы и идеализировала учение вплоть до скандала 2011 года.
В 2015 году Мадонна уточнила в интервью, что не считает себя иудейкой, однако придерживается кашрута и большинства еврейских обычаев из-за веры в концепцию дерева жизни и связь этих обрядов с общими корнями всех авраамических религий — иудаизма, христианства и ислама.
В 2022 году футбольный агент Деннис Лахтер подтвердил версию, что британский кинорежиссёр Гай Ричи, начавший интересоваться каббалистическим учением с подачи жены (когда ею была Мадонна), продолжил свои занятия и после развода с певицей.
| - Сценография 1-го акта Rebel Heart Tour 2015-2016 годов - Мадонна спускается на сцену в клетке и выходит из неё. Песня «Iconic». Сценография акта была полностью запрещена к исполнению по религиозным причинам в Сингапуре — впервые в карьере певицы её успешно подвергли цензуре, заставив отменить часть выступления. В Россию тур не заезжал, прервав серию из трёх туров подряд с посещением Москвы или Санкт-Петербурга. - У танцоров на шлемах — 63-е имя Бога в иудаизме (ивр. ע נ ו - ONV — Аннауил или Аннаюэль, Annauel, ивр. ענואל‎ — Бог бесконечно добрый), отсылающее к Псалму 100:2 (99:2) и Архангелу Михаилу: «Служи́те Господу с веселием; идите пред лице Его с восклицанием!» (Синодальный перевод). (KJV: «Serve the LORD with gladness: come before his presence with singing», а также более старому Псалму 2:11)). - К концу 1-го акта в песне «Holy Water» она выступает а-ля карающий Сатану шестом Архангел Михаил со знаменитой картины на сюжет «Падения мятежных ангелов» живописца Джордано, танцуя в воздухе на чернокожей «монахине». Меч в руках персонажа, сыгранного певицей, заявлен в видео (см. также русский былинный персонаж «Поленица»). |

#### Национальность
Хотя оба родителя Мадонны — американцы по гражданству, в её творчестве сильно влияние итальянской крови по отцу и франкоканадской по матери. Поездка в Париж в 1979 году познакомила её с культурой французских шансонье и дала уверенности для старта карьеры певицы. На исторической родине матери Мадонну считали «новой малышкой Пиаф», а президент Саркози называл её любимицей нации. В 2001 году Мадонна стала британской гражданкой.
Жизнь в собственном поместье Эшкомб, уилтширской деревни около Солсбери, повлияла на настроение последующих работ певицы, развила англофилию и скептическое отношение к родным Штатам. «Притворный» британский акцент уроженки Мичигана Чикконе-Ричи стал предметом раздражения американцев и иронии англичан. Это прижилось в разговорном языке идиоматическими выражениями «синдром Мадонны» и «комплекс Мэдж». Сюжет был использован в 15-м сезоне мультсериала «Симпсоны» — эпизод «The Regina Monologues». Эта же тема также вызывала особое раздражение Кенни Маккормика, персонажа мультсериала «Южный Парк», в серии «Кенни умирает».

## Творчество Мадонны

### Музыкальный стиль и лирика
С самого начала карьеры Мадонна принимала основное участие в написании собственных песен. Этот факт сыграл ключевую роль в продолжительности музыкальной карьеры. Мнение общественности и критиков о её творчестве сильно менялось с течением времени. Песни середины 80-х годов хорошо воспринимались слушателями, но некоторые критики упрекали их в шаблонности и однообразии. По мнению музыкального критика Люси О’Брайен, такое начало карьеры сказалось на том, что эта «прекрасная мелодистка» не сразу заслужила доверие как музыкант.
Как автор текстов Мадонна автобиографична, но без особых подробностей. Она затрагивала различные темы: от неразделённой любви до нетрадиционных для того времени тем и табу. Многие из текстов содержали намёки и двусмысленности, что приводило к многочисленным интерпретациям среди музыкальных критиков. Лучшие треки неизменно работали на самом поверхностном уровне — как танцевальные или поп-хиты, — однако в то же время содержали в себе нечто большее: например, полемические высказывания — когда завуалированные, а когда и вполне прямолинейные — на темы возраста, гендера, искусства, власти и сексуальности.

#### 1980-е годы: Ранний период
|  | Есть люди, более совершенно владеющие голосом — слово „лучше“ здесь не уместно. Ну какой голос лучше того, что в „Like a Prayer“? Просто посмотрите на авторов-исполнителей прошлых лет — Нил Янг, Боб Дилан, Леонард Коэн — они не были „певцами“— Соавтор и сопродюсер альбомов True Blue (1986) и Like a Prayer (1989) Патрик Леонард о комментариях по поводу «лучших» певиц, чем Мадонна, 2017 год[89]. |
 
Оригинальный текст (англ.) There’s people with a more controlled voice — the word “better” is not fair, because how can you have a better voice than the voice that sang “Like a Prayer”? You just go through the list of singer-songwriters through the years — Neil Young, Bob Dylan, Leonard Cohen, none of these people were “singers” 

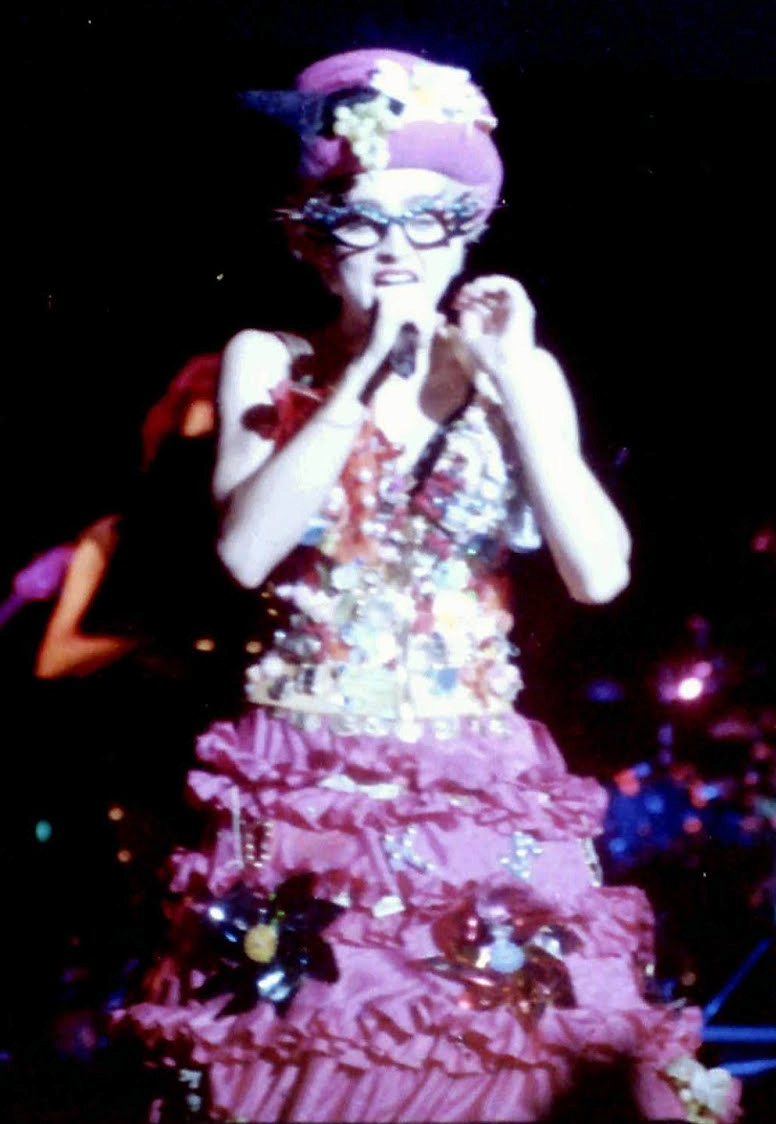
Мадонна в костюме, вдохновлённом кэмпом, в 1987 году во время «Who's That Girl World Tour»

В одном из первых интервью 1983 года она охарактеризовала собственный стиль словосочетанием «soulful pop music». Ранние сочинения пришлись на время участия в ска-поп-рок-группе Breakfast Club («Little Boy», «Safe Neighborhood», «Shine A Light»), поп-рок группе Emmy («Bells Ringing», «Drowning», «(I Like) Love For Tender», «No Time For Love»), а также на сольный «готэмский» период («Get Up», «High Society», «I Want You», «Love On The Run», «Laugh To Keep From Crying»). Хотя песни 1979—1982 годов более депрессивные и «роковые» — с акцентированной гитарой и ударными — уже в них слышно характерное для многих её последующих работ сочетание жизнелюбия и отчаяния, жизнерадостности и катарсиса. Мадонна вспоминала о раннем периоде: «Я не знаю, откуда пришли [песни]. Это было похоже на волшебство. Я писала по песне в день. Себе я сказала: „Ух ты, я этим должна заниматься“».
Диджей Марк Каминс, помогший Мадонне с первым контрактом, полагал, что она «сильно недооценена как музыкант и лирик». Хотя Чикконе была единственным автором большинства песен дебютного альбома, но первый коммерческий успех (попадание в Топ-20 Billboard Hot 100) принёс третий сингл «Holiday» сторонних авторов. Это на годы определило скептическое отношение к Мадонне как к автору-исполнителю, в том числе её собственное: даже после второго альбома и масштабного «прорыва» в чарты 1985 года исполнительница не воспринимала себя всерьёз и не верила, что её музыкальная карьера через 20 лет будет успешнее актёрской. На третьем и последующих дисках она выбирала коллабораторов из числа профессиональных музыкантов и, как следствие, у неё нет хитов, написанных полностью в одиночку — аранжировщик всегда выступал соавтором. Профессиональный композитор и пианист Патрик Леонард называл её «чертовски хорошим песенником», обладающим редким пониманием связи текста и мелодии — это качество позволило ей не только писать слова поверх музыки, но и серьёзно менять ноты, превращая написанные им инструментальные темы в успешные песни.
Её первые синглы ставили только «чёрные» радиостанции, но после успеха на MTV видео на песню «Borderline» её музыка стала ассоциироваться с белым лицом и пришёл успех у массовой аудитории. С тех пор Чикконе стала вызывать неприязнь из-за цвета кожи: «Белая Дэнис Уильямс нам не нужна». Работавшие с Мадонной в 80-е годы Регги Лукас, Стивен Брэй и Патрик Леонард публично удивлялись степени диффамации: соавторы и сопродюсеры стали для прессы «авторами и продюсерами» хитов Мадонны, а её бойфренд Джон Бенитес, диджей с нулевым опытом работы в студии, с подачи прессы стал «продюсером первого альбома Мадонны» — чтобы лучше сходилась версия, будто бы «безголосая» исполнительница сделала карьеру через постель. Внимание общественности было сосредоточено не на творчестве, а на личной жизни исполнительницы.
После третьего альбома Rolling Stone называл её «достойным подражания автором песен с даром хуков и запоминающихся текстов». По мнению профессора Ньюкаслского университета Джермен-Айвенс, талант Мадонны в создании «потрясающих» хуков позволял текстам обращать на себя внимание слушателей даже без помощи музыки, например в сингле 1985 года «Into the Groove».

#### 1990-е годы: Пик популярности и эксперименты
|  | В студии она всегда работает засучив рукава. Все думают, что она… избалованная поп-звезда, и не понимают, что она прекрасный продюсер, но именно им она и является[108].—Уильям Орбит, соавтор и сопродюсер альбома Ray of Light (1998) |
 
Оригинальный текст (англ.) In the studio she's completely sleeves-rolled up. You think of her as a... pop icon... You don't perceive Madonna as a great producer, but that's exactly what she is. 

В 1990 году экономист Роберт М. Грант написал, что её успех «достигнут определённо не за счёт невероятного природного таланта». Автор считал, что «как вокалистка, музыкант, танцовщица, композитор или актриса, она одарена скромно», однако уже «утвердившись в роли королевы популярной музыки, она продолжила перепридумывать (переосмыслять) себя». Причиной успеха певицы Грант видел постоянные эксперименты с новыми музыкальными идеями, использование талантов других, а также постоянную смену имиджа. Точка зрения специалиста по стратегическому менеджменту о недостатке у Чикконе творческого таланта и, в свою очередь, наличии невероятной бизнес-хватки, была демагогическим «переходом на личности». Однако версия понравилась массовому читателю и распространилась с подачи делового журнала Forbes. На претензии критиков, что она, в основном, не единоличный творец, а «всего лишь соавтор и сопродюсер», певица реагировала:
Я стараюсь тщательно контролировать свою карьеру, однако я не тиран. В моём альбоме не должно быть указано, что абсолютно всё написано, аранжировано, спродюсировано и исполнено Мадонной. Если установить полную монополию, то, по-моему, это угрожает потерей объективности. Я хотела бы продолжать совместную работу с талантливыми и умными людьми, которым бы я могла доверять, просить у них совета, использовать их идеи.Оригинальный текст (англ.)I like to have control over most of the things in my career but I'm not a tyrant. I don't have to have it on my album that it's written, arranged, produced, directed and stars Madonna. To me, to have total control means you can lose objectivity. What I like is to be surrounded by really, talented intelligent people that you can trust. And ask them for their advice and get their input.
Мадонна
В 1991 году профессор Миннесотского университета музыковед Сьюзан Макклэри похвалила работы Мадонны за «обманчивую простоту» и отметила «наиболее очевидную её стратегию — иронию». Макклэри, обычно равнодушная к неклассической музыке и выступающая за «новомузыковедение», объясняла стойкую неприязнь влиятельных людей индустрии к Мадонне (ни одной премии «Грэмми» за все 80-е при рекордных продажах True Blue и блестящих отзывах альбома Like a Prayer, включившего в себя песни на очень разнообразные темы — религия, секс, любовь, замужество, смерть и семья) несоответствием танцевальных мелодий и ритмов стереотипу среднего класса об идеальном рокере-бунтаре — белом, гетеросексуальном мачо (см. Рокизм и поптимизм). Кроме того, музыковед отметила необоснованное желание критиков вычеркнуть женщину из числа авторов-исполнителей, обратив огромный коммерческий успех против неё — в качестве доказательства низкопробности её творчества: «Мадонна послужила громоотводом, сделавшим лишь немного более приемлемыми те ограничения, которые всегда налагались на женщин, пытающихся войти в западную музыку».
Профессор вписала тогда ещё 32-летнюю Мадонну в историю музыки, поставив на уровень Монтеверди и назвав «материальной девушкой в замке Синей Бороды». В музыкальном плане Макклэри обратила внимание на присущий Чикконе отказ от финального разрешения неопределённости между тоникой (в трактовке «нового музыковедения» в данном контексте тоника знаменует смирение с единственным концом для сексуальной женщины в патриархальной музыкальной традиции — смертью в стиле опер «Кармен», «Лулу» и «Саломея») и «мужской» пятой ступенью с использованием параллельной тональности и медианты. Профессор назвала это «смелым музыкальным мышлением, раздражающим критиков».

#### 2000-е годы: «Английский» период
|  | Мадонна не кричала на каждом углу о своих музыкальных способностях... Она замечательный автор песен. Мадонна слушает много классических мюзиклов, причем не только широко известных, как, например, «Поющие под дождем», но и более редко исполняемых... Замечательные, запоминающиеся мелодии. И она сама пишет замечательные мелодии[108].— Мирвэ, соавтор и сопродюсер Music (2000) и American Life (2003) [131] |
 
Оригинальный текст (англ.) She hasn't shouted about her musical abilities... She's the consummate songwriter. She listens to classical musicals a lot. Not just the obvious ones, like "Singin' in the Rain", but the lesser ones... Really solid melodic stuff like that. And she writes really solid, melodic stuff. 

После четырёх премий «Грэмми» за музыку в 1999, 2000 и 2006 году и двух Ivor Novello в 2000 и 2006 году к Мадонне как автору-исполнителю постепенно стало приходить признание: американского композиторского истеблишмента, популярной британской газеты The Telegraph, а также влиятельных музыкальных изданий Rolling Stone и Pitchfork.
Авторы книги «Гендерные представления в культурах» (2004) отметили, что «Мадонне постоянно отказывали в статусе „настоящего“ музыканта и даже обвиняли в вампироподобном использовании модных музыкантов для обновления саунда».

#### 2010-е годы: Коллаборации с рэперами на лейблеInterscope
В 2017 году в своём сборнике научных эссе 70-летняя музыковед Сьюзан Макклэри полностью подтвердила тезис 26-летней давности о первичности музыкального аспекта в творчестве Чикконе. Профессор распространила высказывание о «раннем» периоде на последующие и констатировала существующую недооценку Чикконе критиками: «Самая успешная женщина в истории музыки заслуживает большего».
В 2018 году BBC провела исследование всего каталога Мадонны. Оно выявило непонимание её песен алгоритмами нейросети Spotify, не учитывающими лирику, а также особое внимание к редкой для поп-музыки «мрачной» тональности си-бемоль минор (см. Концерт для фортепиано с оркестром № 1 и 2-ю часть Симфонии № 4 Чайковского). Самые частотные слова в названиях хитов Мадонны в Великобритании — me и girl.

### Продюсирование
Мадонна добилась от Warner Bros. Records революционного для поп-исполнительницы своего времени права продюсировать собственные альбомы только с третьего диска True Blue (1986) («продюсировать» — в смысле «аранжировать»; не путать с западной работой музыкального менеджера, которого в России часто называют «продюсер»). Из-за этого факта её могли ошибочно посчитать «искусственным» проектом. О том периоде она вспоминала:
«Уорнер Бразерс Рекордз» — это царство стариков и сборище шовинистов. Ко мне относились как к сексуальной малютке. Я должна была доказать им, что они ошибаются. Мне нужно было утвердиться не только среди поклонников, но и на студии. Такое случается, если ты девушка. С Принцем или с Майклом Джексоном такого не случалось. Мне нужно было все сделать самостоятельно. А вы знаете, как нелегко убедить людей в том, что тебе можно дать запись. Мне очень нелегко было убедить руководство студии, что я не обыкновенная певичка. Нужно было выиграть битву.Оригинальный текст (англ.)Warner Bros. Records is a hierarchy of old men and it's a chauvinist environment to be working in because I'm treated like this sexy little girl. I had to prove them wrong, which meant not only proving myself to my fans but to my record company as well. That is something that happens when you're a girl. It wouldn't happen to Prince or Michael Jackson. I had to do everything on my own and it was hard trying to convince people that I was worth a record deal. After that, I had the same problem trying to convince the record company that I had more to offer than a one-shot singer. I had to win this fight.
Мадонна в 1986 году
Первый альбом определил несколько ключевых моментов, которые прослеживались на продолжении всей её карьеры. Это сильная танцевальная направленность, свингующие ритмы и красивые мелодии синглов, отшлифованность аранжировки и вокала. Тогда же певица начала «превращать свою биографию в дискографию».
Закрепившимися трендами следующих двух альбомов стали отсылки к классической музыке и ретро-композиции. С альбомом Like A Prayer (1989) Мадонна вступила в новую музыкальную фазу, сведя воедино танцевальную музыку, R&B и госпел. Потом начала включать семплы и элементы хип-хопа в баллады и среднетемповые треки для Erotica (1992) и Bedtime Stories (1994). Эволюция видна в техно-поп-альбоме Ray of Light, где «Frozen» продолжила аллюзии на классику.
На следующем Music (2000) начались эксперименты с фолком. Альбом American Life (2003) характеризовался «жёстким техно-ритмом, прозрачными клавишными, акустическими припевами и спорным рэпом».
Confessions on a Dance Floor (2005) обращался к ретро 70-х годов и клубным ритмам. На следующем Hard Candy (2008) она смешала R&B и хип-хоп с танцевальными мелодиями.
В альбоме MDNA (2012) Чикконе с переменным успехом обращалась к жанрам EDM и электропоп. Альбом Rebel Heart (2015) был расценен многими критиками как долгожданное возвращение к стилистике, предшествующей Music.

### Вокальный стиль и владение инструментами
|  | Вокал Мадонны — это её рок-корни. Поп-вокалисты обычно поют «нормально», но Мадонна добавляет подтекст, иронию, агрессию и всё то, что делали Джон Леннон и Боб Дилан[Комм. 7].— Критик MSNBC Тони Склафани, 2008 год[29] |
 
Оригинальный текст (англ.) Madonna's vocals are the key to her rock roots. Pop vocalists usually sing songs "straight," but Madonna employs subtext, irony, aggression and all sorts of vocal idiosyncrasies in the ways John Lennon and Bob Dylan did. 

Хотя дискография Мадонны с самого первого альбома в основном состояла из написанных ею же песен, при критике её вокала в прессе этот факт обычно не учитывался. Но он учитывался коллегами-конкурентами по музыкальному бизнесу, многие из которых признали её только после альбома Like a Prayer (1989). Она сама открыто признавала ограниченные возможности своего вокала, особенно по сравнению со своим кумиром Эллой Фицжеральд: «Я никогда не считала свои вокальные данные выдающимися, поэтому для меня было важно донести до слушателей свою мысль».
У исполнительницы меццо-сопрано, хотя такая классификация не совсем верна для неклассической музыки. При максимальном концертном диапазоне более 3 октав (B2—B5) и физиологическом в 4,5 октавы (Eb2—A6), голос обладал силой, теплотой окраски и чистотой тембра только в середине грудного регистра — в рабочем диапазоне 1,5 октав (F3—C5: фа малой октавы — до второй октавы). Такова тесситура большинства её хитов за редкими исключениями: например, сингл «Ray of Light» — в диапазоне B♭3-B5, что на кварту выше привычного высотного диапазона мелодии и равно двум октавам с полутоном. Максимально держала ноту при живом исполнении 17 секунд («Ray of Light» на «Live 8» в 2005 году). Когда «танцевала, как одержимая», то живое пение сразу становилось назальным и неубедительным, порой мимо нот.
В песнях из дебютного альбома «Lucky Star» и «Borderline» слышен тот печально знаменитый вариант вокала певицы, за который критики назвали её «Минни Маус, вдохнувшей гелия». Комбинация голосов наиболее заметна в «Material Girl», где сама песня поётся «голоском маленькой девочки», а в припеве — взрослый вокал. Голос стал увереннее в альбоме True Blue, где особо показательна песня «Papa Don’t Preach». Первая эволюция произошла в период сотрудничества со Стивеном Сондхаймом на трёх песнях саундтрека к фильму «Дик Трейси» для альбома джаза и свинга I’m Breathless (1990). Вдохновившись, Мадонна написала для этого альбома свой первый мультиплатиновый сингл «Vogue». Голос стал звучать глубже и богаче в 90-е, что заметно по песням «Rain» и «Take a Bow».
Во время съёмок в фильме «Эвита» (1996) она брала уроки вокала, расширившие диапазон до сопрановой партии Эвы Перон. Чикконе отмечала, что развитие диапазона сняло с неё те ограничения, которые она вынуждена была накладывать на себя как на композитора-песенника, и первые результаты этого опыта — песни «You'll See» и «One More Chance». В 90-х Мадонна даже пыталась войти в жанр классического кроссовера и записать дуэт со знаменитым оперным баритоном Дмитрием Хворостовским, но российский певец отказался. Предложение итальянского тенора Лучано Паваротти о дуэте исполнительница отвергла. Среди поклонников голоса Мадонны — знаменитые оперные певцы Пласидо Доминго и Хибла Герзмава.
Эволюция вокала и композиций видна в альбоме Ray of Light. Она стала правильнее петь, что уменьшило вибрато, за которое один критик сравнил её в 1985 году с роботом, однако шум дыхания на записях стал более явным. В альбоме Music и последующих стала петь своим привычным голосом в среднем диапазоне, иногда переходя на верха в припеве.
В конце 70-х она научилась играть на ударных и гитаре у своего бойфренда Дэна Гилроя, затем примкнув к его группе Breakfast Club.
В своей рок-группе она играла на гитаре и пела в стиле The Pretenders, что слышно на «Laugh To Keep From Crying» из альбома демозаписей 1980-81 годов Pre-Madonna и ранних неизданных записях. Добившись популярности, она сосредоточилась на вокале и написании песен, отметившись только игрой на ковбелле в альбоме Madonna и на синтезаторе на Like a Prayer.
Мадонна снова решила петь под гитару во время промотура к альбому Music (2000). Для этого она брала дополнительные уроки у гитариста Монте Питтмана. С этого момента она играла на гитаре во всех своих турах, а также в студийных альбомах. В 2002 году артистка была номинирована на церемонии Гитарных наград Орвилла Гибсона под названием «Les Paul Horizon Award» как самый многообещающий гитарист-новичок. Во время тура 2015-16 годов Rebel Heart Tour впервые в карьере Мадонна стала исполнять песни, аккомпанируя себе на укулеле.

Электрогитары Мадонны в турах
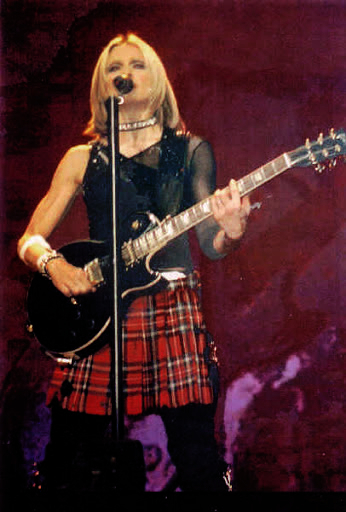
Gibson Les Paul, 2001 год
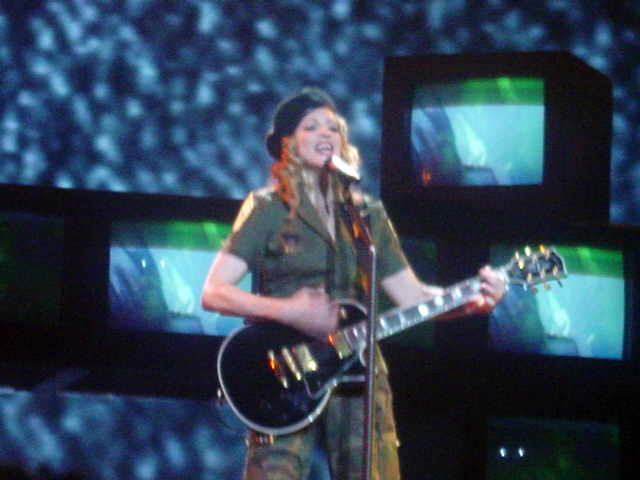
Gibson Les Paul, 2004 год
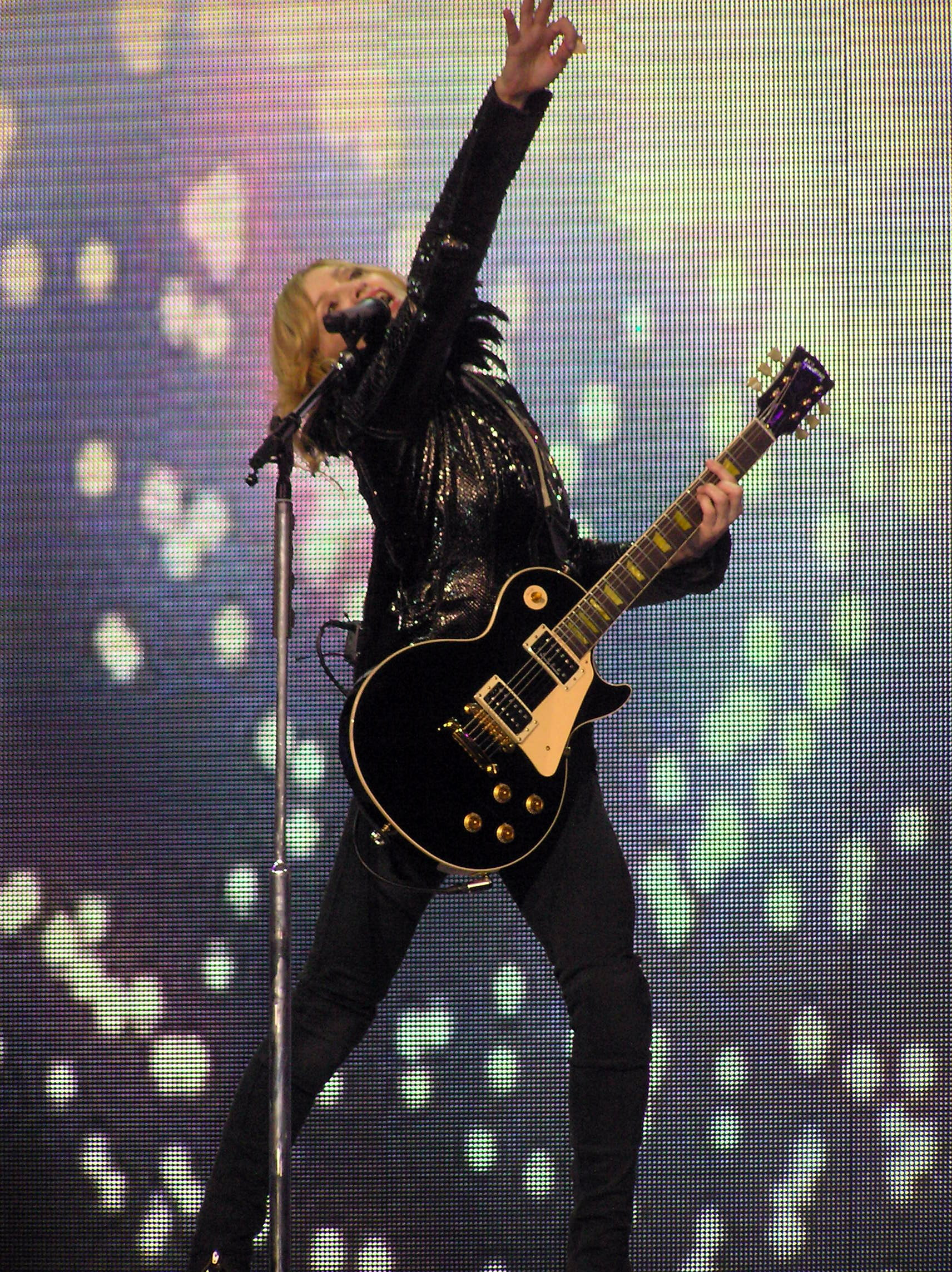
Gibson Les Paul, 2006 год
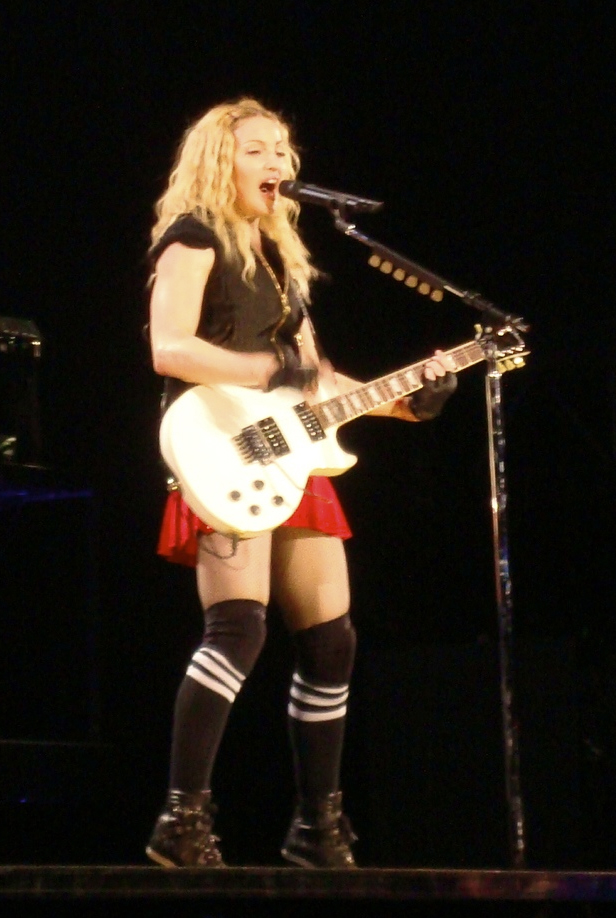
Gibson SG Standard '61 Classic White, 2008-09 год
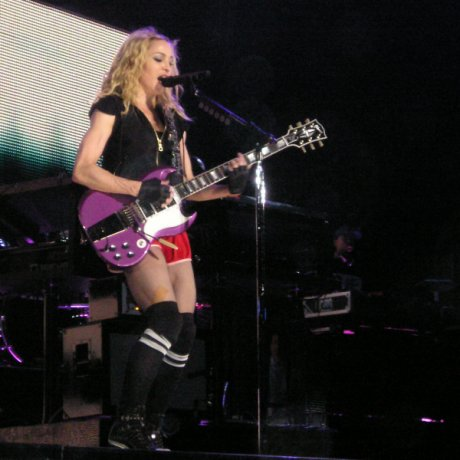
Gibson SG Standard '61 Purple, 2008-09 год
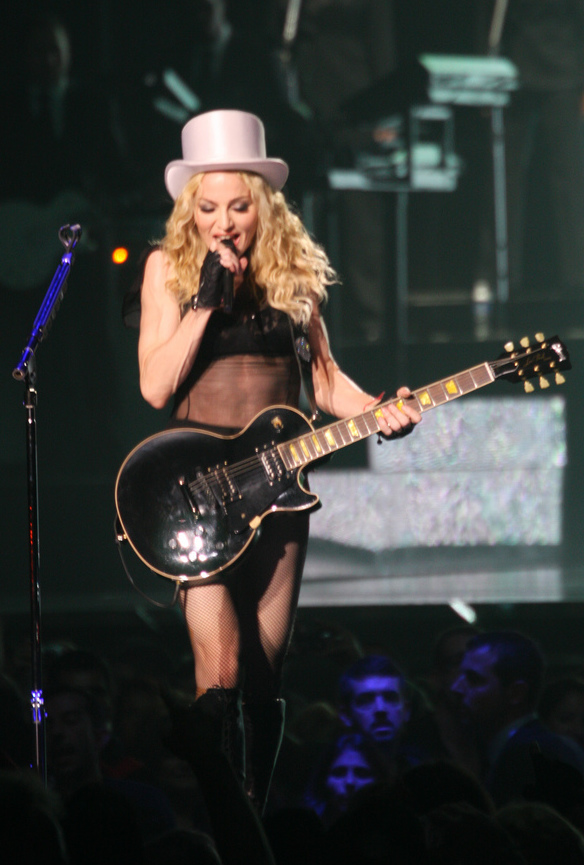
Gibson Les Paul, 2008-09 год
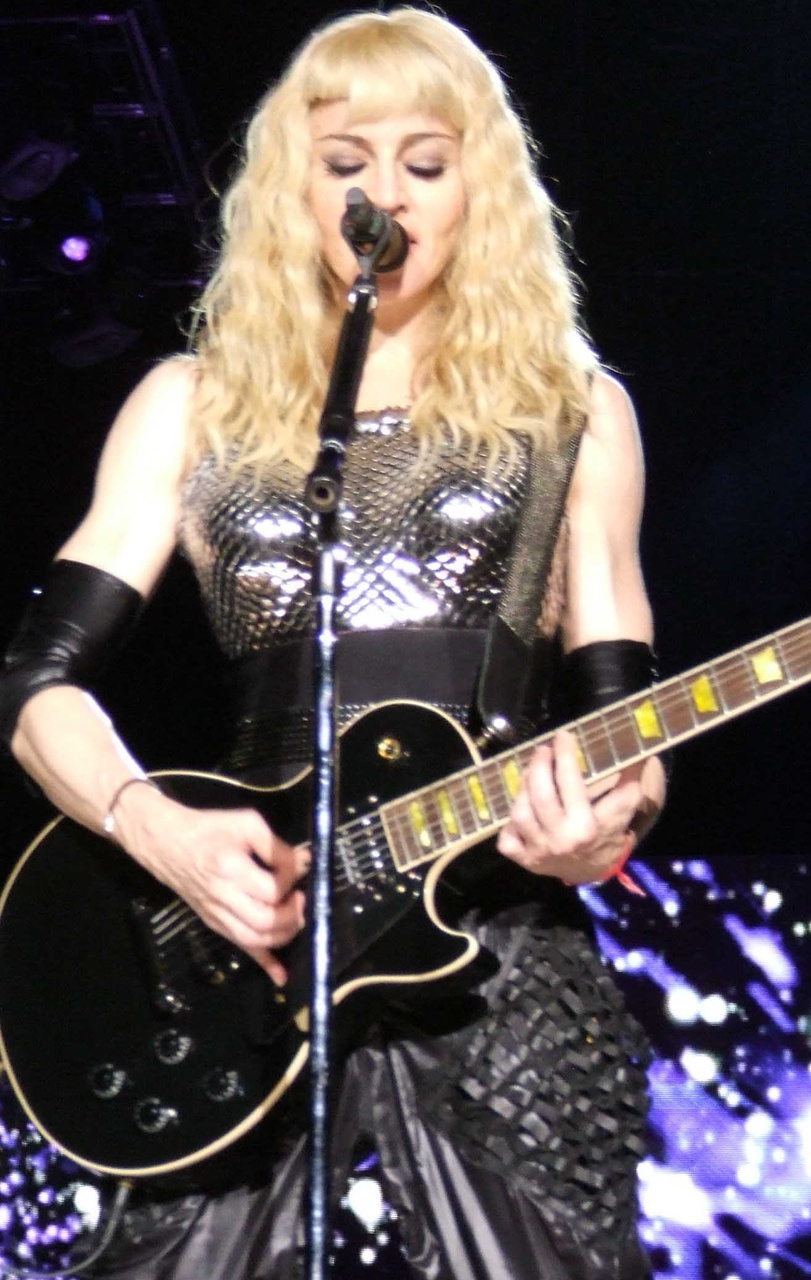
Gibson Les Paul, 2008-09 год
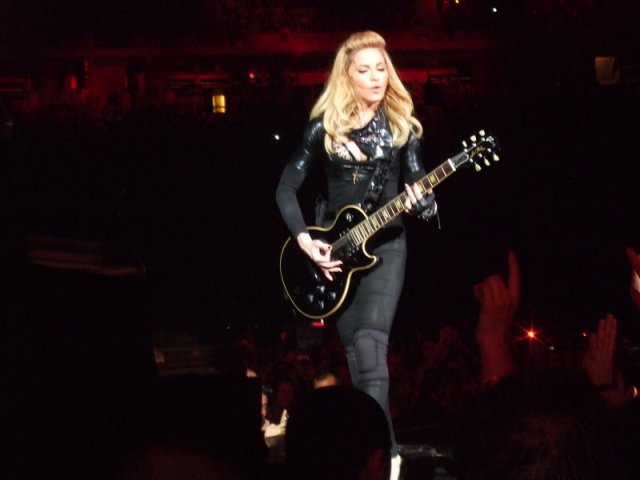
Gibson Les Paul, 2012 год
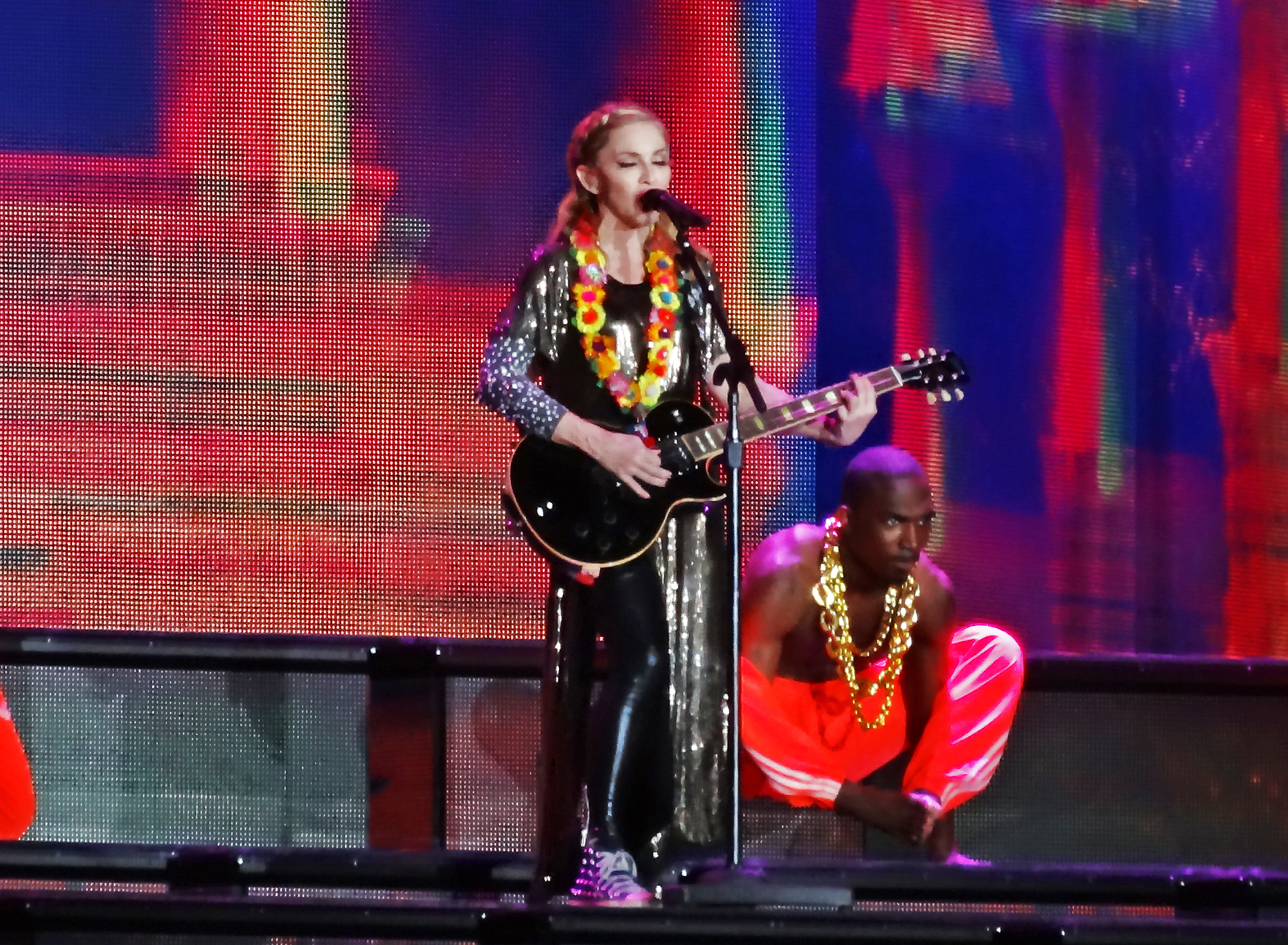
Gibson Les Paul, 2012 год
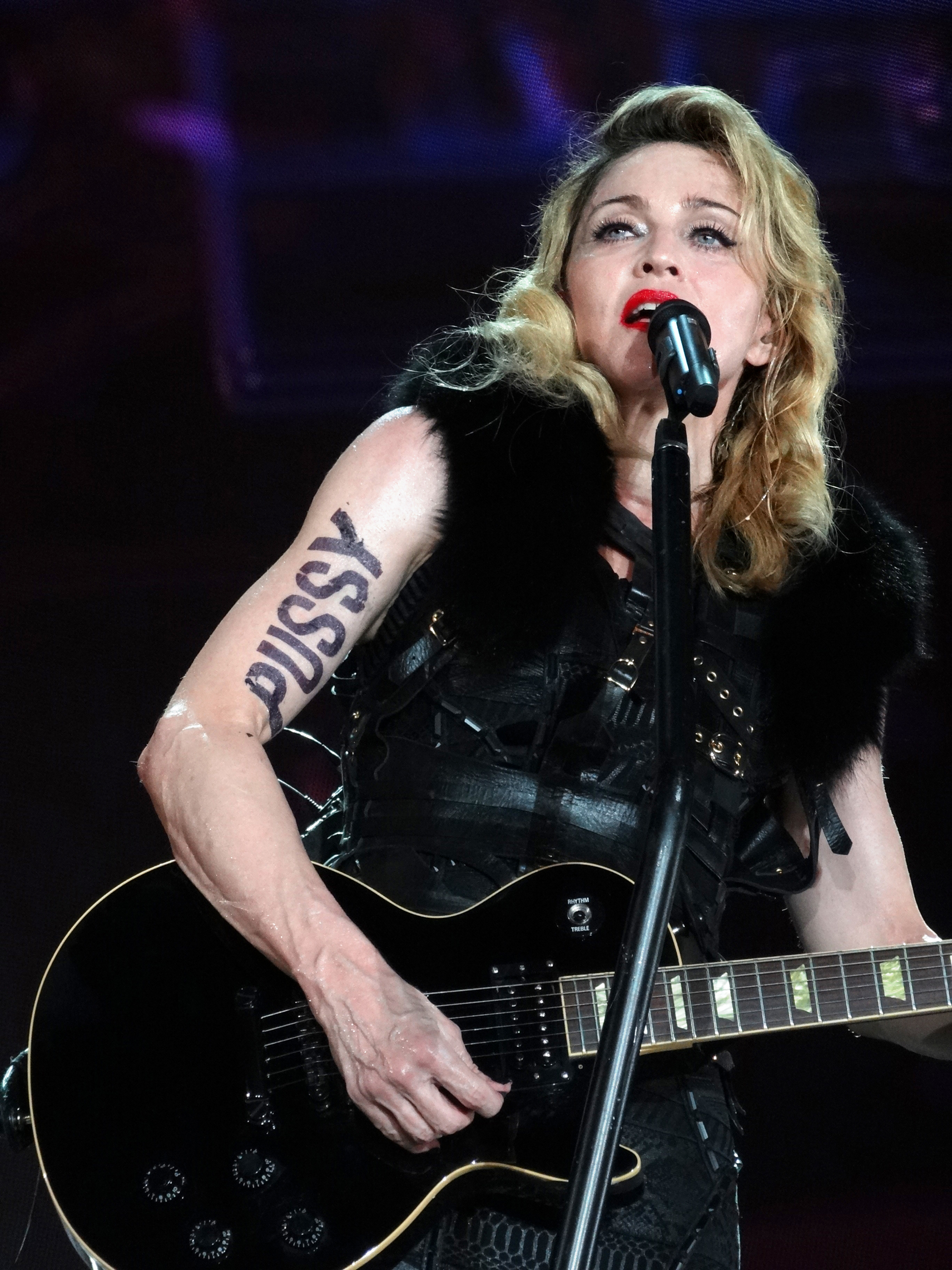
Gibson Les Paul, 2012 год
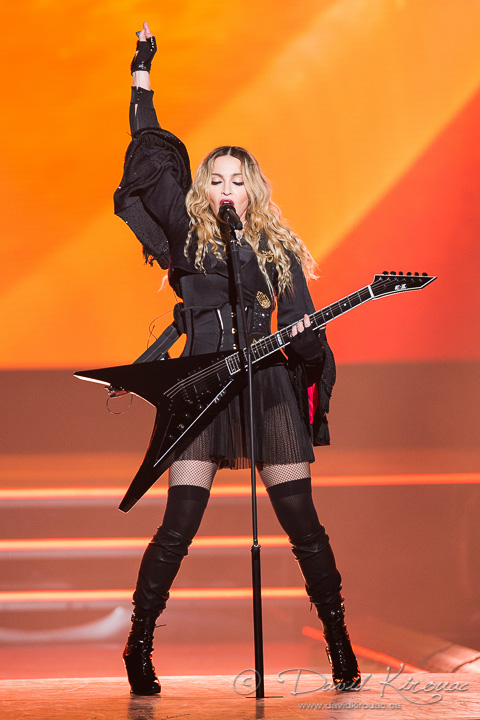
Gibson Flying V, 2015-16 год
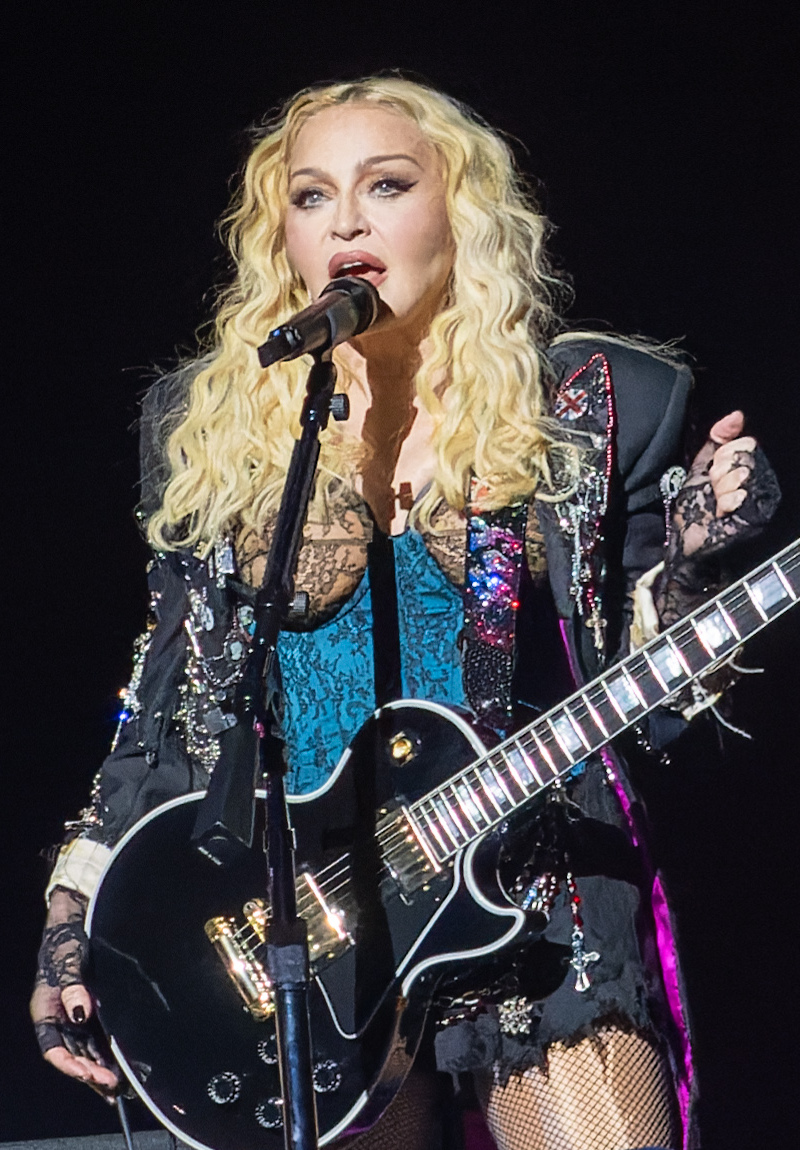
Gibson Les Paul, 2023-24 год

Акустические гитары Мадонны в турах
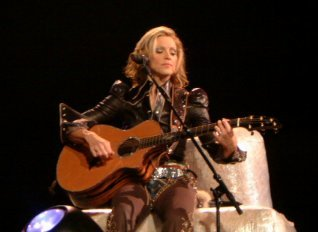
2001 год
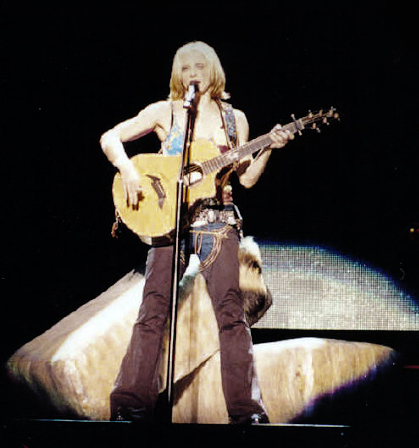
2001 год
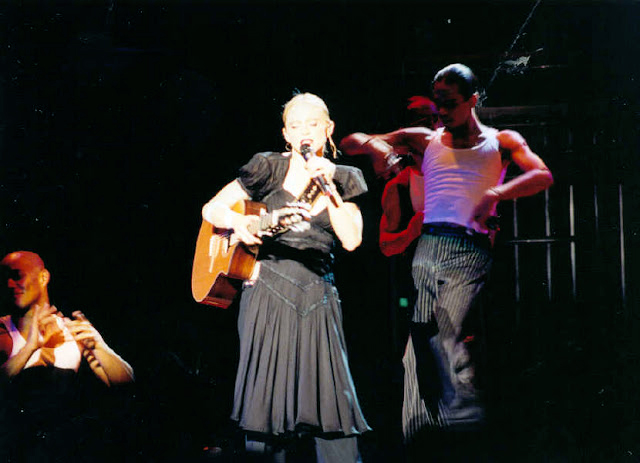
2001 год
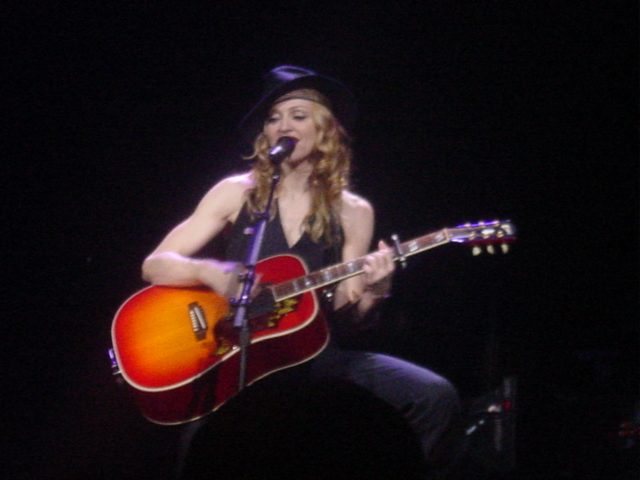
2004 год
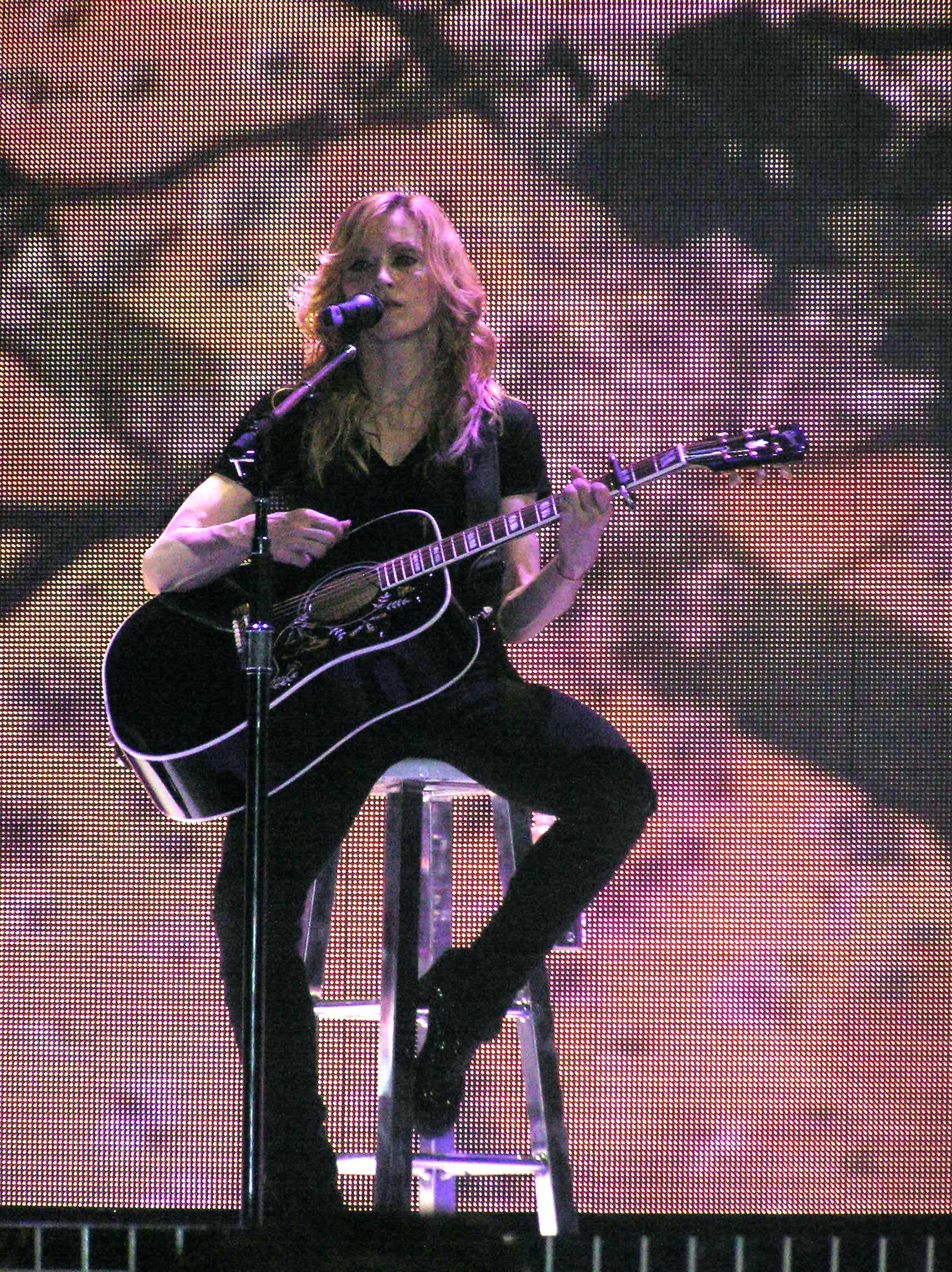
2006 год
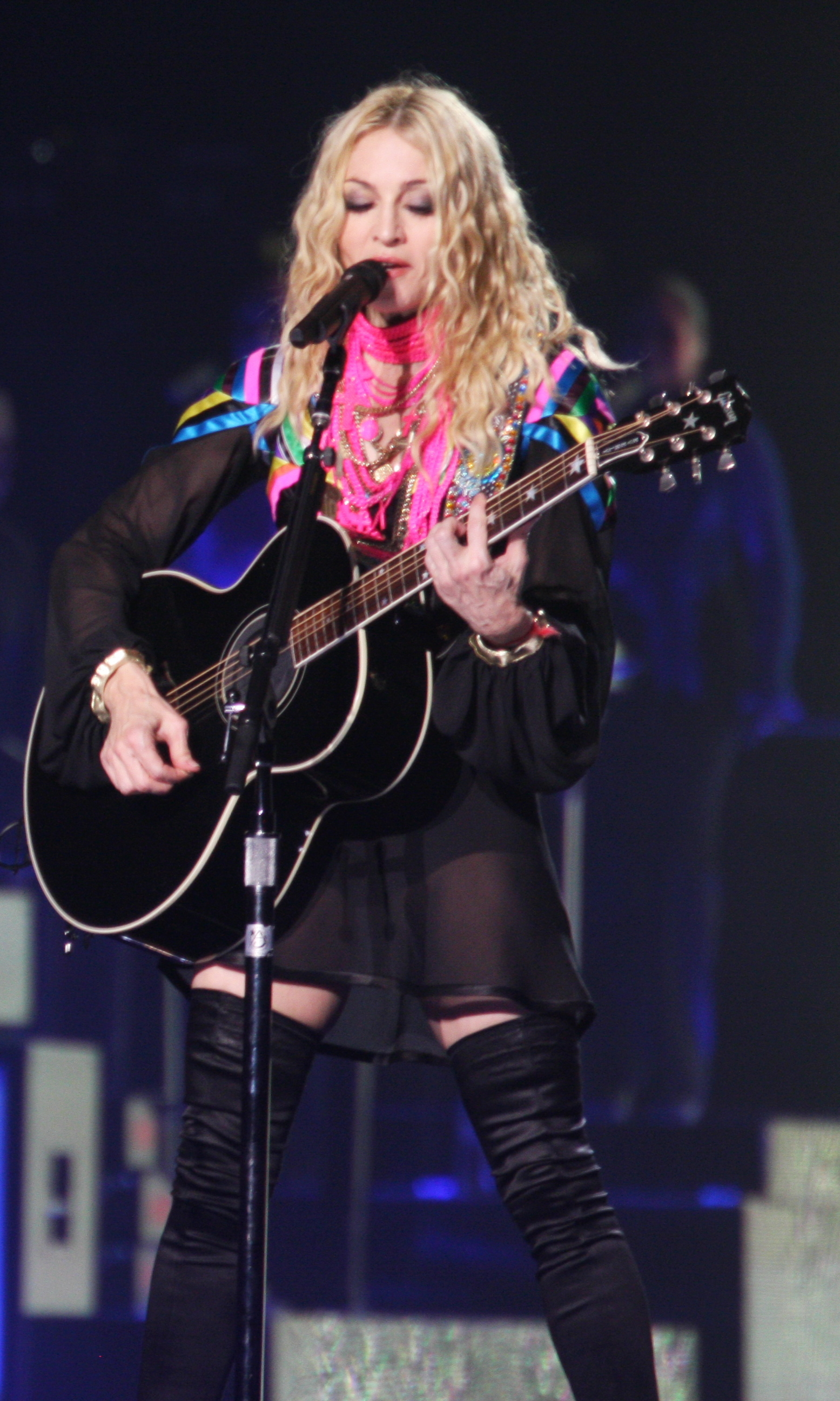
2008-2009 год
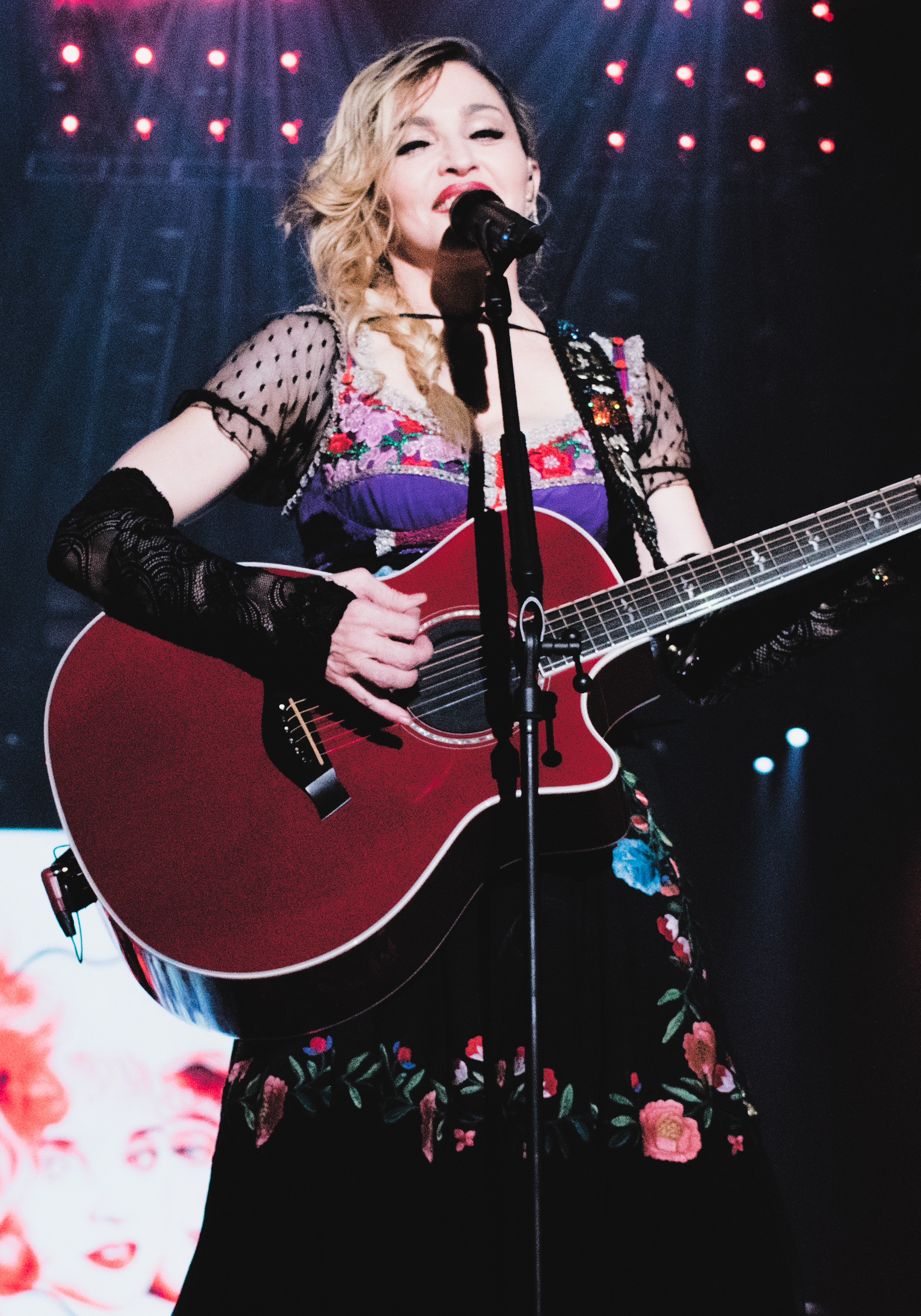
2015-2016 год
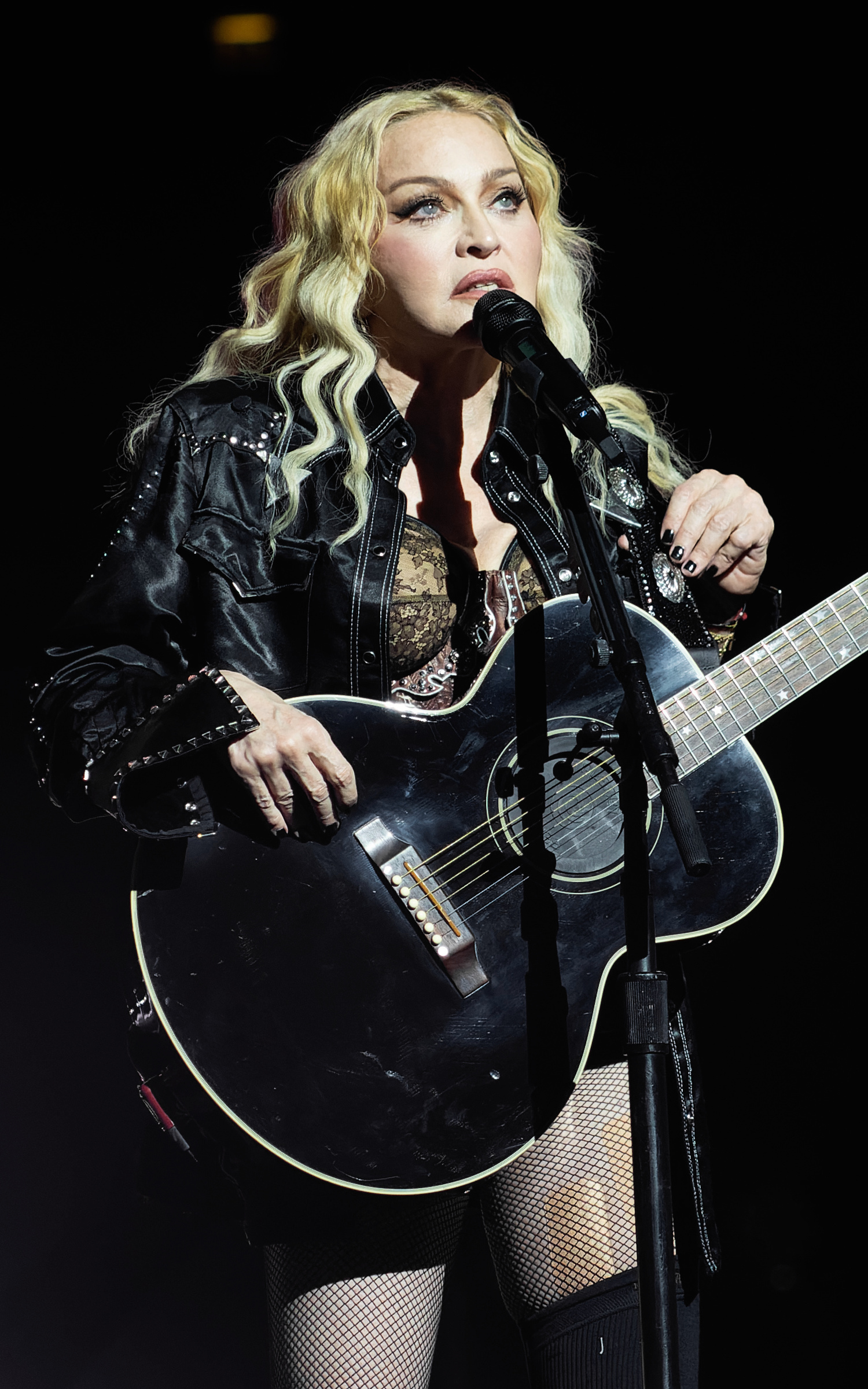
2023-2024 год

### Видеоклипы и выступления

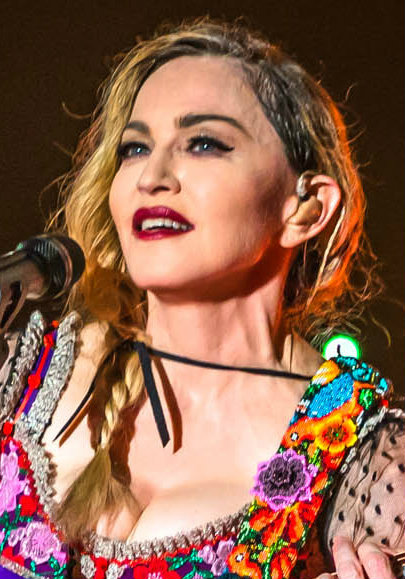
Во время «Rebel Heart Tour» в Нью-Йорке, 2015 год.

В книге 1999 года «Справочник о Мадонне» (англ. The Madonna Companion) отмечено, что Мадонна использовала MTV и видеоклипы для продвижения своих записей в большей степени, чем кто-либо из артистов-современников. Многие из её песен стали прочно ассоциироваться с видеоклипами. Культурный критик Марк Тейлор в 1993 году написал, что видеоклип — наиболее совершенная форма искусства постмодернизма, а Мадонна — полновластная «королева видеоклипа». Он назвал её самым примечательным творением MTV. Реакция на чрезмерно провокационные видеоклипы была предсказуемо противоречивой. Дискуссия в СМИ и обществе на тему её наиболее обсуждаемых песен, например, «Papa Don’t Preach», «Like a Prayer» или «Justify My Love» — это результат воздействия промо песен — видеоклипов, а не самих песен. Неофициальный биограф Эндрю Мортон написал в 2002 году, что в «творческом плане, мастерство Мадонны как автора песен часто затмевается её поразительными видеоклипами».
Ранние видео Мадонны отражали присущую ей тогда смесь американского и латиноамериканского уличного стилей с ярким гламуром. Ей удалось передать американской аудитории авангардное чувство моды центральных районов Нью-Йорка. Образы и темы латиноамериканской культуры и католического символизма продолжились в эру третьего альбома True Blue. Автор Дуглас Келлнер отметил в 1995 году, что «такой мультикультурализм и вылазки за пределы собственной культуры оказались очень успешными и привлекли более широкую и разнообразную молодёжную аудиторию». Испанские образы Мадонны из клипов стали модными трендами того времени, введя в обиход болеро и многоуровневые юбки, а также аксессуары из чёток розария и крестов в стиле клипа «La Isla Bonita».
В 1998 году исследователи отметили, что в своих клипах Мадонна искусно меняла местами привычные роли: мужчина — сильный пол, женщина — слабый. Этот символизм и иконография наиболее явно проявлены в видеоклипе «Like a Prayer», снятом Мэри Ламберт. Видео содержало сцены с афро-американским церковным хором, влечение Мадонны к статуе чёрного святого, а также пение на фоне горящих крестов. Смешение сакрального и профанного вызвало недовольство Ватикана, в результате чего рекламный контракт певицы с Пепси был разорван. В 2003 году MTV назвал её «величайшей звездой музыкального видео в истории» за «инновации, креативность и вклад в развитие музыкального видеоклипа как формы искусства».
Карьера Мадонны началась почти одновременно с запуском канала MTV. Крис Нельсон из The New York Times говорил о поп-артистах вроде Мадонны: «MTV с его видеоклипами, которые почти всегда шли под фонограмму, возвестил о начале эры, в которой обычные меломаны были счастливы просиживать по несколько часов в день, просто наблюдая за тем, как певцы открывают рот». Симбиоз между музыкальными видеоклипами и пением под фонограмму привёл к стремлению воссоздать спектакль и образы клипа на сцене во время живых выступлений. Он добавил: «Такие артисты как Мадонна и Джанет Джексон установили новые стандарты для шоу — их концерты включали не только сложные костюмы и точно настроенную пиротехнику, но и очень атлетичную хореографию. Это появилось в ущерб пению живьём». Тор Кристенсен из The Dallas Morning News отмечал, что хотя Мадонну и подозревали в пении под фонограмму во время тура 1990 года Blond Ambition World Tour, в дальнейшем она переделывала свои выступления, чтобы «оставаться по большей мере в статичном состоянии во время более сложных вокальных партий и оставлять хореографию своим танцорам, а не пытаться петь и танцевать как ураган одновременно».
Для большей свободы танца во время пения Мадонна одной из первых стала использовать микрофон с головной гарнитурой. Из-за популярности Мадонны данный дизайн микрофона стал называться «Madonna mic». Мадонну называли парадоксом, так как казалось, что вся её жизнь — представление. Но, в отличие от разгромленных киноролей, её живые выступления пользовались успехом у критиков. Мадонна стала первой, кто стал создавать концертные туры в виде реконструкции видеоклипов. Автор Элин Даймонд уточняла, что схема сработала в обе стороны: тот факт, что образы из клипов Мадонны могут быть воссозданы живьём, увеличивал реализм оригинальных клипов; живые выступления, в свою очередь, стали теми средствами, благодаря которым медиатизированные репрезентации укореняются.
В 2000-х исполнительница отчасти вернулась к формату пения под инструмент, с которого начинала музыкальную карьеру. По мнению критиков, количество и качество хитов позволяло ей просто играть весь концерт «а-ля Пол Маккартни», но она продолжила развиваться в сторону усложнения театрализованных шоу с обилием танцев. Концерты стали более политизированными — в разное время певица критиковала в выступлениях Джорджа Буша, Бориса Ельцина, Марин ле Пэн, Джона Маккейна и других лидеров. Претензии отдельных зрителей к неровному качеству вокала во время танцев при этом сохранялись.
В 2004 году подозрение на частичное пение под фонограмму во время стойки на голове в начале выступления Re-Invention World Tour вызвало критику Элтона Джона. Чуть позже музыкант уточнил, что был несправедлив, но лишь потому, что вектор творческого развития после 2002 года начал его беспокоить — артистка, по его мнению, слишком увлеклась модной танцевальной музыкой и забыла про свой «блистательный» поп-мелодизм. Через десять лет после высказывания Элтона артистка уточнила, что сценическое действо для неё по-прежнему значимо, так как во время тура «начинает воротить от собственных песен». Ещё через три года она анонсировала планы на повторное «переосмысление» своих поп-туров — в сторону камерности.

### Кинематограф
Треть из восемнадцати хитов Мадонны, ставших № 1 или № 2 в Billboard Hot 100, присутствовали на саундтреках фильмов с участием её самой или её друзей и родственников. Несмотря на «Золотой глобус» за лучшую женскую роль, Мадонну не слишком жаловали как актрису: кинокритик Time назвал её игру такой «деревянной и неестественной, что даже тяжело смотреть на это, потому как очевидно, что она очень сильно старается».
В 2016 году, оценивая показ в Нью-Йорке ретроспективы её ролей, критик The Guardian объяснил частые неудачи плохим качеством предлагаемого ей материала. В отличие от Запада, в России кинокритики были более благосклонны к Мадонне-актрисе, чем местные музыкальные журналисты — к Мадонне-певице.
Во всех трёх фильмах женщин-режиссёров Мадонна-актриса играет характерные роли второго плана, за которые её хвалили критики (авантюристка Сьюзан, центровая Мэй Мордабито, ведьма Элспет). В большинстве остальных картин её героинь унижают, бросают, насилуют, избивают и — в трёх случаях из шести — убивают (миссионерша Тэтлок, певичка Махоуни, галеристка Карлсон, актриса Дженингс, учитель йоги Рейнольдс, жена владельца фармацевтической компании Лейтон). За две трети (четыре из шести) таких фильмов Мадонна получила четыре из своих рекордных пяти «Золотых малин» за худшую женскую роль. В 2006 году Мадонна заявила о завершении актёрской карьеры.

### Театр
Хотя Мадонна привносила элементы театральности в свои концертные выступления, «вознося концертную формулу до театрального уровня», на сцене она играла редко. Ещё будучи танцовщицей модерн, она дебютировала на профессиональной сцене Нью-Йорка в партии мальчика из гетто в постановке о Катастрофе «Я больше никогда не видел других бабочек» труппы хореографа Перл Лэнг — «была такой тощей, что могла сойти за голодающего ребёнка». Больше всего она запомнилась Лэнг в постановке «Цветущая роза»: 
Там был очень эффектный, но сложный мостик. Мадонна сделала его с таким блеском, что у меня перед глазами она до сих пор в этой роли и в этом изгибе.
Перл Лэнг
Актёрское резюме 1982 года перечисляло также следующие роли в музыкальном театре Детройта:
- «Волшебник страны Оз[англ.]» — Злая Ведьма;
- «Godspell[англ.]» — Мария Магдалена;
- «Вестсайдская история» — Анита;
- «Сон в летнюю ночь» — Пак[Комм. 10].

Уже достигнув популярности, она дважды подолгу играла в драматическом театре: в 1988 году, после громкого провала фильма «Кто эта девчонка?», и в 2002 году незадолго до выхода фильма «Унесённые», который потом также разгромили критики. Учитывая тот факт, что в США и Англии один спектакль традиционно играют 5 дней в неделю на протяжении нескольких месяцев, Мадонне пришлось сильно перестроить жизнь с 9 апреля по 28 августа 1988 года и с 13 мая по 13 июля 2002 года:
| Год  | Название на русском | Оригинальное название | Роль                                  | Примечания                           |
| ---- | ------------------- | --------------------- | ------------------------------------- | ------------------------------------ |
| 1986 | Гусь и Томтом       | Goose And TomTom      | «Gum chewing gun moll» Лоррейн        | Mitzi Newhouse Theatre, Нью-Йорк     |
| 1988 | Пошевеливайся       | Speed-The-Plow        | секретарша Карэн                      | Royale Theatre, Бродвей, Нью-Йорк    |
| 2002 | Хватайте всё        | Up for Grabs          | продавец произведений искусства Лорэн | Wyndham’s Theatre, Лондон / Вест-Энд |

### Публичный имидж
|  | Когда мы классифицируем публичный образ Мадонны в терминах аналитической психологии, мы обнаруживаем, что она принадлежит к двум крупным классам архетипических образов. Ее сценическое имя очевидно отражает первый из них – она проецирует сама себя как богиня[A 8]. Второй класс – это трикстер, фигура, которую Юнг обнаружил постоянно возникающей во многих местах, включая сны, мифы, религиозную иконографию и ритуалы. Мы видели весьма умеренный пример этого в случае Жюля из фильма «Дива».— Британский профессор Джон Айзод, 2001 год[229][230] |
 
Оригинальный текст (англ.) When we categorize Madonna's public personality in terms recognized in analytical psychology, we find it belongs to two large classes of archetypel images. Her stage name registers the first of these obviously in that she projects herself as a type of goddess. The second is the trickster, a figure which Jung found recurring in numerous places including dreams, myths, religious iconography and rituals, and of which we have seen a restrained example in the case of Jules in Diva. 

Подрабатывая в начале карьеры натурщицей, Мадонна стала частью арт-тусовки, повлиявшей на её публичный имидж. Часто сотрудничала с известными дизайнерами одежды. Также была дружна со многими известными художниками — Жаном-Мишелем Баскиа, Китом Харингом и Энди Уорхолом. В 1985 году передовица The New York Post с заголовком «„Голые“ фотографии. Мадонна: „Ну и что?“» стала основой картины её друга Кита Харинга. Он же разрисовал её костюмы для первого тура.
После тура 1987 года, вдохновлённого картинами Тамары Лемпицки, певицу стали называть урбанизированной смесью высокого искусства с гламуром и пошлостью, где она одновременно муза, творец и сексуальная женщина.
Мадонна меняла музыкальный стиль практически с каждым следующим альбомом. Имидж менялся в параллельно с музыкой и часто использовал культурную апроприацию иностранных культур — латиноамериканцев, цыган и японских гейш. Неизменными оставались только «корни» в поп-панк стиле и образы голливудских кинозвёзд 30x—50х годов. Наиболее скандальным и продолжительным стало сотрудничество с дизайнером Жаном-Полем Готье.

## Вклад Мадонны в современную культуру

### Музыка
| | She introduced the new paradigm that the Virgin Mary may have been spiritual and sexual. Whether or not the Madonna of modern times fully understood the implications does not matter; she was christened Madonna and she saw the gift in a song called "Like a Virgin". It represented the ressurection of Virgin Mary as a woman. We have long equated spirituality with a denial of the sexual being, but Madonna challenged this. |  | Она [Мадонна] создала новую парадигму, показав, что Дева Мария может быть сексуальной и духовной одновременно. Не важно, понимает ли современная Мадонна всю значимость подтекста, что её крестили Мадонной, и в песне „Like A Virgin“ она приняла своё предназначение. В этой песне произошло воскресение Девы Марии как женщины. Долгое время мы считали, что духовность несовместима с сексуальностью, но Мадонна бросила этому вызов. |  |
| Певица и композитор Тори Эймос по поводу песни о «метафизической девственности» — обновляющей человека силе настоящей любви. Эймос не являлась поклонницей, но считала Мадонну «альфа-самкой» со множеством функций («охотница, мать, профессионал, лидер, анархистка, маркетинговый проект и оратор»), помогавшей женщинам-музыкантам в качестве противовеса многочисленным «альфа-самцам» поп- и рок-музыки. | |  | |  |

Rolling Stone описывал её как не имеющую себе равных музыкальную икону, а бельгийское RTL Television заявило: «Мадонна — ключевая фигура в музыке». Редактор Chicago Reader  Билл Уиман (англ. Bill Wyman) писал, что она «неподдельно причудливая фигура в популярной музыке». По мнению международных СМИ и музыкальных критиков Мадонна — самая влиятельная женщина из записывающихся артистов всех времён, и величайшая женщина в истории музыки.
Её музыка обычно получала хвалебные отзывы музыкальных критиков несмотря на спорное лирическое содержание. Тони Скафлани из компании MSNBC предположил, что её влияние и эффект на будущее направление музыки превзошли The Beatles — даже спустя четверть века после появления Мадонны артисты по-прежнему использовали её идеи, и при этом выглядели современными и остромодными. Лаура Барчелла в книге Madonna and Me: Women Writers on the Queen of Pop (2012) написала, что «действительно, Мадонна поменяла весь музыкальный ландшафт, а также образ du jour 80-х, и, что важнее, что женщина поп-звезда могла (или не могла) сказать или сделать публично». Главный редактор Blender Джо Леви считал, что она «открыла дверь женщинам, предоставив возможность совершений».
В музыкальной индустрии Мадонна стала первой женщиной, полностью контролирующей свою музыку и образ. Авторы отмечали, что до Мадонны звукозаписывающие компании определяли каждый шаг своих артисток, но она представила свой стиль и концептуально направила каждую составляющую карьеры — это создало основу для изменения отношения звукозаписывающих компаний к своим артистам. Журналист Кэрол Бенсон писала, что Мадонна вошла в музыкальный бизнес с определёнными идеями по части своего образа, но именно послужной список хитов позволил ей увеличить творческий контроль над своей музыкой. Спустя несколько лет она основала Maverick Records, который стал самым коммерчески успешным «vanity-лейблом» в истории музыки. Будучи под контролем Мадонны он принёс более $1 миллиарда компании Warner Bros. Records — больше, чем любой другой лейбл артиста.

Оценивая влияние Мадонны ретроспективно, критики посчитали её присутствие определяющим для перемен в современной музыкальной истории для роли женщин, особенно на рок-, танцевальной и поп-сценах. Также ей в заслугу ставили «открытие дверей» для будущего хип-хоп прорыва и отношения к сексу в музыке. Эрин Варго из онлайн-издания о популярной культуре писала, что «Мадонна боролась за право самовыражения женщин-артистов. Её признание проложило тропу сегодняшним поп-, хип-хоп и рок-артисткам».The Times признала:
Мадонна, нравится она вам или нет, начала революцию среди женщин в музыке... Её отношение и высказанное мнение по поводу секса, обнажённого тела, стиля и сексуальности заставили публику бдеть и брать на заметку. Оригинальный текст (англ.)Madonna, whether you like her or not, started a revolution amongst women in music ... Her attitudes and opinions on sex, nudity, style and sexuality forced the public to sit up and take notice.
 Автор The New York Post Брайан Немец считал, что Мадонна изменила танцевальную музыку в той же степени, в которой Элвис Пресли изменил госпел и рок-н-ролл.

### Мода

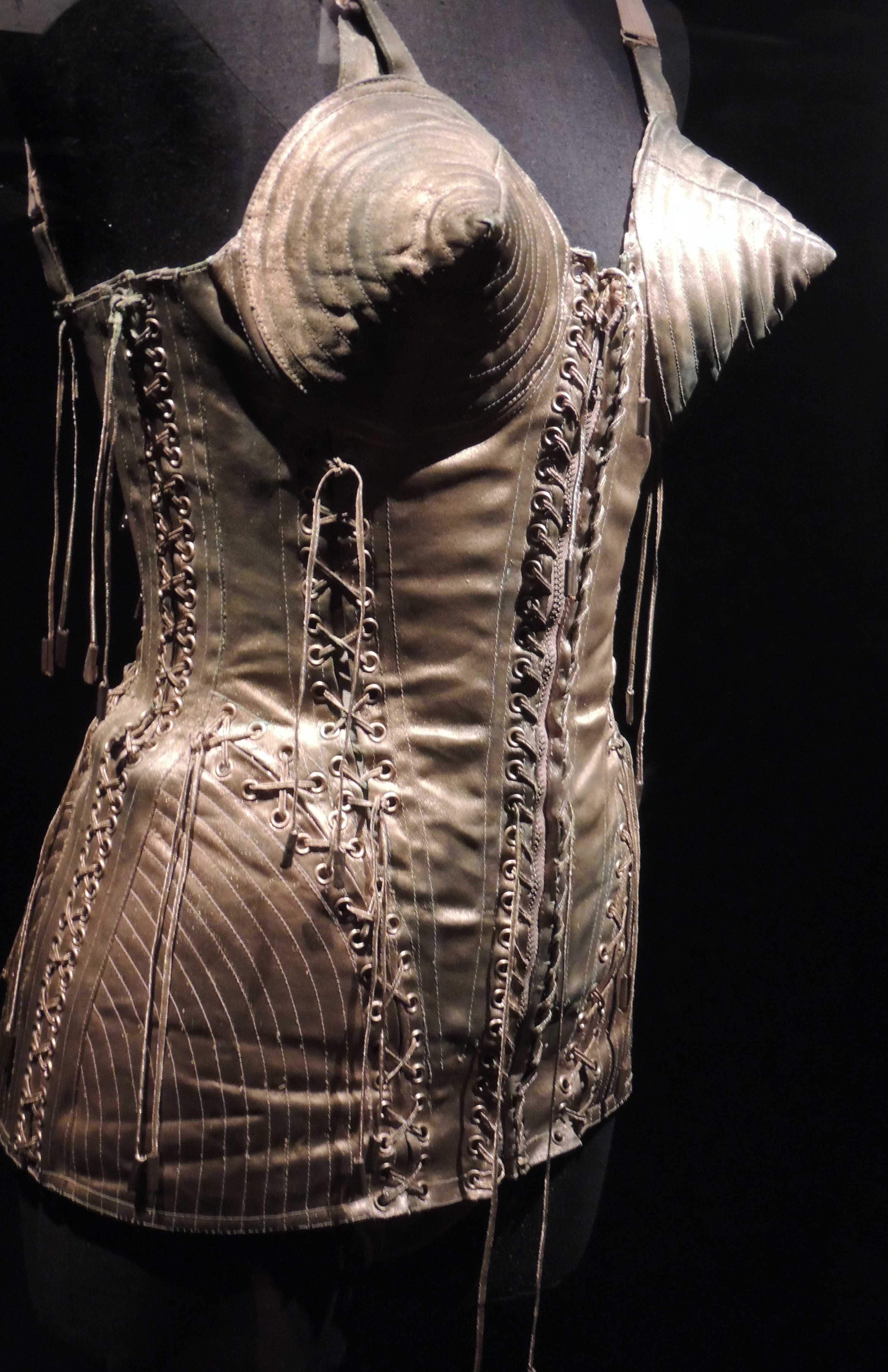
Корсет дизайнера Жан-Поля Готье, в котором Мадонна выступа во время тура 1990 года Blond Ambition World Tour. Одна из самых знаменитых вещей в истории моды.

Редактор журнала Vogue Анна Винтур говорила в 2002 году:
Она являет собой идеальный пример того, как популярная культура и уличный стиль теперь влияют на мир моды. На протяжении лет она была одним из возможных законодателей моды нашего времени. Она, не в меньшей степени чем Карл Лагерфельд, делает моду. Оригинальный текст (англ.)She's a perfect example of how popular culture and street style now influence the world of fashion. Over the years, Madonna has been one of the most potent style setters of our time. She, just as much as Karl Lagerfeld, makes fashion happen.
Профессора писали в книге Oh Fashion (1994): 
феномен Мадонны предполагает, что в постмодернистской культуре изображения культурная идентичность создаётся через имидж и моду, в том числе внешний вид, позу и отношение. Мода и идентичность Мадонны неотделимы от практикуемой ею эстетики, культивируемого ею образа в музыкальных видео, фильмах, появлений на телевидении, концертах и других культурных проявлений Оригинальный текст (англ.)the Madonna phenomenon suggests that in a postmodern image culture identity is constructed through image and fashion, involving one's look, pose, and attitude. Fashion and identity for Madonna are inseparable from her aesthetic practices, from her cultivation of her image in her music videos, films, TV appearances, concerts, and other cultural interventions.
Billboard писал в 2015 году: 
ни одна другая поп-дива не переосмысливала свой модный образ с такими постоянством и креативностью как Мадонна... она эволюционировала в прогрессивную фэшн-икону, чьё чувство стиля стало таким же влиятельным как её мелодии, возглавляющие чарты» Оригинальный текст (англ.)no pop diva has reinvented her fashion image with the consistency and creativity of Madonna... she evolved into a fashion-forward icon whose sense of style became as influential as her chart-topping tunes.

### Феминизм
Феминистки поначалу видели в Чикконе стереотип женщины-соблазнительницы, унизительный и неудачный пример для молодых женщин. Представители движения обвиняли Мадонну в том, что её способы привлечения внимания эпатажем и обнажением своего тела делали её антифеминисткой, утверждающей патриархальное отношение к женщине как к сексуальной собственности мужчины.

Однако уже в 1990 году профессор искусствоведения Университета искусств Филадельфии, писатель, культурный критик и феминистка Камилла Палья не согласилась: 
Мир «прожженных, зажатых и закомплексованных англо-саксонских феминисток» не способен понять, что Мадонна учит «молодых девушек быть в полной мере женщинами, открыто сексуальными, и при этом сохранять контроль над своей собственной жизнью», смело противопоставляя патриархальной системе свою свободную чувственность и эротизм».Оригинальный текст (англ.)The world of "punched, pinched, word-drunk Anglo-Saxon feminism" doesn't get it: Madonna should be lauded for teaching "young women to be fully female and sexual while still exercising control over their lives", someone who has the guts to confront the patriarchal system with uninhibited female sensuality and eroticism.
Палья видела её «будущим феминизма» и утверждала: «Мадонна объединила традиционно противопоставленные друг другу образы Девы Марии и Марии Магдалины, раскаявшейся грешницы».
В 1993 году фольклористка Калифорнийского университета Кэй Тёрнер собрала ставшую бестселлером книгу из 50 женских снов, в которых присутствует Чикконе. Причиной возникновения подобных сборников музыкальный критик Люси О’Брайен назвала имеющееся у Мадонны смятение души после перенесённого насилия, из-за которого мужчины испытывали по отношению к ней противоречивые чувства, а женщины воспринимали как «свою» и даже видели в снах.
В 2001 году британский профессор Джон Айзод в своей книге, изданной Cambridge University Press, сделал вывод:
Мадонна не столько воспевает любовь и сексуальность, сколько играет с представлениями о них Мадонна. Она трикстер... и ей, как умному стратегу, покровительствует Афина.Оригинальный текст (англ.)Madonna seems not to be celebrating love and sexuality in their own right so much as playing with an idea of them... She's is a trickster... Madonna, a clever strategist, is much closer to Athena.

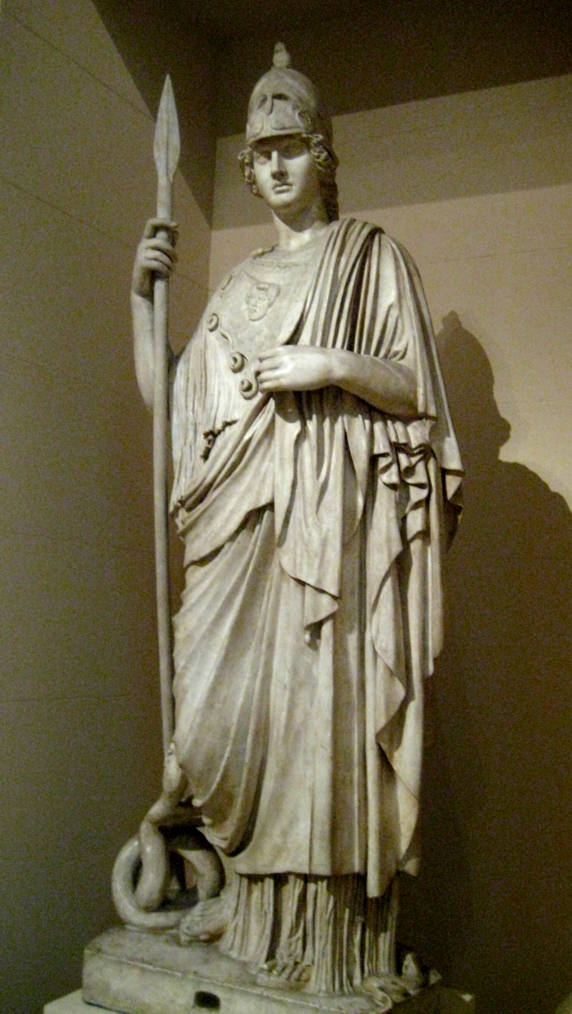
Статуя девы-воительницы Афины в Пушкинском музее. Вывод о «покровительстве» этой богини Мадонне Чикконе британский профессор Джон Айзод сделал в книге 2001 года «Миф, разум и большой экран: осознание героев нашего времени»[19][281].
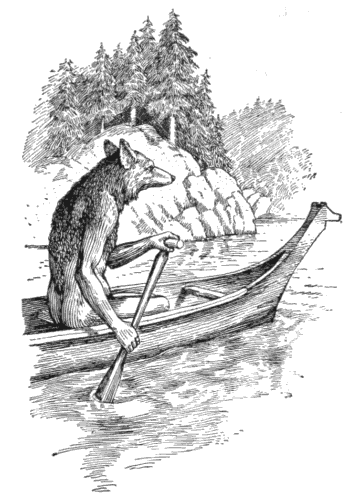
Койот часто выполняет в американском фольклоре роль трикстера или шута (аналог Лисы Патрикеевны)[282]. Мадонну называли женским трикстером[A 21], отмечая важность юмора в её творчестве[283].

В 2008 году газета The Guardian обратила внимание на негодование Камиллы Пальи и академических феминистских кругов по поводу замужней англичанки Чикконе-Ричи, назвав его разочарованием в «будущем феминизма», которое они пророчили.
В 2012 году вышел знаковый сборник «Мадонна и я: писательницы о королеве поп-музыки», в котором более сорока авторов-женщин написали о влиянии на них исполнительницы в детстве, юности и зрелости.

В декабре 2016 года Мадонна произнесла быстро разобранную на цитаты 10-минутную речь по случаю вручения ей награды Billboard «Женщина года». На ней был надет костюм с греческой надписью на спине в честь музы Эвтерпы — греч. Εὐτέρπη. Она высказалась, среди прочего, по поводу феминизма, начав благодарственную речь словами: 
Вот я перед вами – половая тряпка. Ой, я имела в виду «эстрадная исполнительница». Спасибо, что признали, что мне удалось в течение 34 лет продолжать свою карьеру, несмотря на открытую мизогинию, сексизм, постоянную травлю и оскорбления. Оригинальный текст (англ.)I stand before you as a doormat. Oh, I mean, as a female entertainer. Thank you for acknowledging my ability to continue my career for 34 years in the face of blatant sexism, and misogyny, and constant bullying, and relentless abuse.

 При этом она якобы перепутала своих сторонников с критиками, ошибочно приписав феминистке Камилле Палье обвинения в подаче дурного примера молодым девушкам. Палья в ответной статье для британского издания Daily Mail раскритиковала биллбордсковую речь певицы за обвинение в собственный адрес, подтвердив ведущую роль творчества певицы 90-х в развитии феминизма, и себя как «ранней защитницы» Мадонны.

### Философия
...слегка чрезмерное восхищение учёных Мадонной — это результат единящей враждебности цензуре.Оригинальный текст (англ.)...is a bit excessive admiration imply that scholars have for Madonna is the result of a common hostility to censorshipЖорж-Клод Жильберт, 2002
По причине вызывающего поведения, нарушения традиций, смены образов и музыки Мадонну с начала 90-х стали называть «иконой постмодернизма». Творчество Мадонны имело все черты философии постмодернизма: пародия, подражание, неопределенности и обобщения. И Мадонна поначалу считалась идеальной иллюстрацией этого явления, для которого внешнее выражение (представление) важнее внутреннего содержания (глубинного смысла) — по определению Дэвида Харви в книге «Условия постмодернизма». Мадонну также начали изучать как культурный, гендерный и медиафеномен. Это произошло по причине постоянно меняющегося образа, ломки гендерных стереотипов, пародии и имитация гламурных голливудских звезд, положения на грани «девственница/шлюха» и переплетения стилей и жанров.

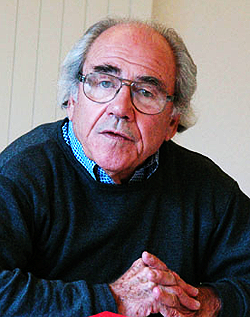
Французский философ Жан Бодрийяр в своей книге «Прозрачность зла» назвал певицу «девственным плодом аэробики и ледяной эстетики»

По принятому мнению, поняв, что постмодернизм открыл пропасть между высокой и массовой культурами, возвеличивая последнюю, Чикконе без страха осуждения стала воплощать образы бродяги, проститутки и стриптизерши. Её утверждение, что она ребёнок из рабочего класса, далеко от правды, но в начале карьеры это приблизило её к уличным фанатам, оградив от обвинений в элитарности и сделав пропагандистом субкультуру улицы — паркура, скейтбординга, брейк-данса.

Знаменитый французский философ Жан Бодрийяр сказал о ней: 
Она добилась смешения культур, подняла тему сексуальной вариативности, смешав все карты. Может быть, это и есть постмодернизм — возможность смешения.
Также Бодрийяр считал Мадонну асексуальной и противопоставлял порнозвезде Чиччолине: 
Ее [Чиччолины] антипод — Мадонна, этот девственный плод аэробики и ледяной эстетики, лишенный всякого шарма и всякой чувственности, мускулистое человекообразное существо».
Е. Энн Каплан, бывшая ректором Гуманитарного института Нью-Йорка в своей книге «Маятник часов: музыкальное телевидение, постмодернизм и общество потребления» назвала все это «феноменом Мадонны». Она заявила, что маскарады и маски Мадонны являлись отражением «иллюзорности буржуазного представления об индивидууме (являющемся ничем иным, как маской)», а её постоянная изменчивость и игра с сексуальными категориями «воплотили современную тенденцию предпочтения внешнего внутреннему».
Профессор университета Джорджии Кэтти Швихтенберг составила сборник научных статей «Феномен Мадонны: методы репрезентации, субкультурное явление и теория культуры» (1993). Она писала, что Мадонна в своем творчестве занимается деконструкцией и составлением мозаики из разрозненных категорий культуры, особенно касательно интерпретации гендерных вопросов, и использует «возможности мультикультурных слияний в рамках постмодернизма».

Жорж-Клод Жильбер, автор книги «Мадонна как миф постмодернизма» (2002) и профессор Руанского университета во Франции, писал: 
[Мадонна] — «американское зеркало», показывающее одержимость американцев знаменитостями, восхваляющее труд и стремление к достижению успеха.
В противовес взглядам коллег, профессор Дуглас Келлнер в научном эссе 1995 года «Мадонна: мода и идентичность» сделал вывод, что в ней более силён модернизм, нежели постмодернизм. По его мнению, разрушая устоявшиеся представления об идентичности, сексуальности и гендерных стереотипах, Мадонна лишь по-новому истолковывала нормы, принятые в современном обществе потребления, предлагая своё представление о свободе.

### Маркетинг и реклама
В течение 8 лет (1991—1998) после скандала Pepsi — с видеоклипом «Like a Prayer», отменой спонсорства тура «Like a Prayer Tour» и его переименованием в «Blond Ambition World Tour» — у Мадонны не было рекламных ТВ-контрактов с мировыми брендами: Rock the Vote — социальная реклама выборов, Takara — региональный японский бренд алкогольных напитков.
- 1986—1987 : Mitsubishi (Япония. Музыка: «True Blue», «La Isla Bonita», «Causing a Commotion» и «Spotlight»)
- 1989 : Pepsi-Cola (Музыка: «Like a Prayer»)
- 1990 : Rock the Vote[англ.] (Музыка: «Vogue»)
- 1995 : Takara Shuzo[англ.] (Музыка: «Broken»)
- 1999 : Max Factor (Музыка: «Ray of Light»)
- 2001 : Windows XP (Музыка: «Ray of Light»)
- 2001 : BMW (Короткометражка «The Star» Гая Ричи. Музыка: «Song 2» группы Blur, «Полёт валькирий» из оперы «Валькирия» Рихарда Вагнера)
- 2003 : Gap (Музыка: «Into The Hollywood Groove»)
- 2003 : Estée Lauder Inc. (Музыка: «Love Profusion»)
- 2005 : Motorola (Музыка: «Hung Up»)
- 2006 : Beeline (Россия. Музыка: «Sorry»)
- 2007 : H&M (Музыка: «Purdy» Уильяма Орбита)
- 2007 : Brillia Mare Ariake (Япония)
- 2008 : Sunsilk (Музыка: «4 Minutes» и «Ray of Light»)[303]
- 2011—2012 : Smirnoff (Музыка: «Give Me All Your Luvin’», MDNA[304])
- 2017 : Немецкий Vogue. (Короткометражка «Her-Story» на Международный женский день. Музыка: увертюра из оперы «Тангейзер» Рихарда Вагнера, Давид Шалман[306])

Несмотря на относительные сложности в карьере, в 1995-м году певица впервые поучаствовала в обычной рекламной кампании модного бренда Versace (весна-лето 1995 года). Потом были её участия ещё в трёх кампаниях фирмы — осень-зима 1995/1996 (эта фотосессия была использована на обложке сборника баллад Something to Remember), весна-лето 2005 и весна-лето 2015. Помимо этого, она дважды побывала лицом Louis Vuitton (для коллекции весна-лето 2009 и осень-зима 2009/2010) и трижды — лицом Dolce & Gabbana. В 1998 году она была амбассадором швейцарского бренда часов Ebel, для провокационной рекламы которого руки певицы сфотографировал Ханс Гиссингер.
Соцсети певицы, активно ведущей свой Instagram с 2013 года, отличались сравнительно любительским отношением к контенту как к содержанию личного дневника, почти самостоятельным ведением и специфическим юмором. В 2015 году автор британской газеты Guardian Питер Робинсон связал очевидный к тому времени спад в карьере певицы именно с тем, что она так и не вписалась в новую реальность социальных сетей. В свою очередь, Мадонна — в интервью 2019 года для британского журнала Vogue — связывала очередной сложный, в коммерческом плане, период своей карьеры с эйджизмом, отмечая следующее: «Никто не делает того, что делаю я, и это немного пугает. Я могу назвать женщин, которых считаю великими и удивительными, настоящими борцами за свободу, — это Симона де Бовуар или Анджела Дэвис. Мы отличаемся друг от друга тем, что у них не было детей» (см. также слово «яжемать»).
В ноябре 2022 года Мадонна — уже только со своего личного аккаунта Instagram — впервые за долгое время поучаствовала в явной рекламной интеграции с фэшн-брендом Balenciaga (включающей обложку неальбомного сингла «Hung Up on Tokischa» с доминиканской рэпершей Tokischa) и — более скандальной — с маркой мотоциклов Kawasaki. Кроме этого, в кадр коллаборации случайно попала полочка с используемыми певицей духами — таким образом, помимо уже снятого с производства аромата собственного бренда Truth or Dare by Madonna, певица невольно «прорекламировала» следующие бренды парфюма: Stella McCartney, Frédéric Malle, Penhaligon's, L'Artisan Parfumeur, Diptyque и Tom Ford.

### Экономика
«Эффект Мадонны» — это стратегия в маркетинге, основанная на необходимости бренда меняться ещё до спада продаж — действуя на опережение.
| Мадонна как «бренд»                                     | Мадонна как «личность» (нематериальный актив)                                                                    |
| ------------------------------------------------------- | --- |
| Переосмысление / Адаптация (как хамелеон)               | Видение / Целеполагание («править миром»: стать самой выдающейся исполнительницей)                               |
| Многогранность (сложно имитировать)                     | Умение быть сильным руководителем и лидерские качества (делегирование полномочий, объединение талантливых людей) |
| Мощные репутация бренда и фин. положение                | Серьёзное знание индустрии и покупателей (глубокое понимание своей фэн-базы и рынка)                             |
| Всемирная известность                                   | Бизнес-связи / Сотрудничества (хорошая система поддержки для работы над недостатками)                            |
| Разнообразная по составу и верная аудитория поклонников | Личные качества: уверенность в себе, энтузиазм, креативность, упорство, несгибаемость и приспособляемость        |
| S (сильные стороны), 2015 год                           | |

Менеджеры певицы
(не путать с музыкальными продюсерами: этим термином на Западе называют аранжировщиков и музыкальных руководителей, в России — менеджеров)
- Фредди Деманн — c 1983 по 1997 год;
- Каресса Хенри — с 1997 по 2004 год, покончила с собой в 2010 году[322];
- Guy Oseary[англ.] — с 2005 года.

### Политика

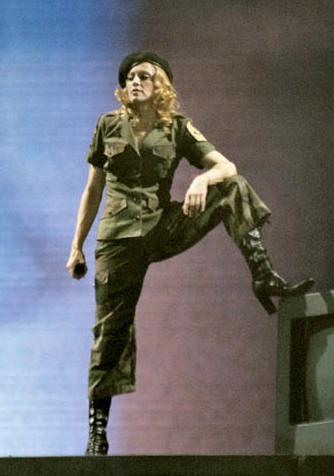
Мадонна в 2004 году во время тура, вызвавшего критику за антибушевскую направленность во время Иракской войны. Через 4 года в России этот образ был использован карикатуристом Владимиром Кремлёвым, изобразившим певицу «музыкальным послом» НАТО (MadonNATO).

В 1994 году Мадонна написала эссе «Если бы я была президентом» для журнала «Джордж», где призналась в отсутствии политических амбиций. Тем не менее, она представила список пожеланий:
1. Школьные учителя получают больше кинозвёзд или баскетболистов;
2. Раш Лимбо, Боб Доул и Джесси Хелмс приговорены к пожизненным исправительным работам в лагере;
3. Говард Стерн выкинут из страны, а Роману Полански позволено вернуться;
4. Во всей армии разрешат каминг-аут[326].

Формально исполнительница поддерживала демократов и придерживалась преимущественно «левых» взглядов. В 1991 году её выступление на премии «Оскар» с упоминанием генерала Шварцкопфа оскорбило некоторых сторонников войны в Персидском заливе.
В 2000 году значимая фигура консерваторов Ширен Ричи, баронесса Ричи из Бромтона (получила титул только в 2010 году) — сводная мать Гая Ричи — стала сводной свекровью Мадонны. Ширен добилась большого прогресса по увеличению процента женщин среди членов британского парламента от своей партии и приводила родственницу в качестве мотивации: «Женщинам нужно выходить и добиваться, чего хотят, и быть готовыми к переосмыслению себя». Несмотря на «левые» взгляды певицы, по опросам 2015 года YouGov в Великобритании у неё было больше «правых» поклонников.
Певица была довольно аполитична до трагедии со взрывами 11 сентября. В течение следующих 7 лет критиковала действия президента Джорджа Буша в каждом из своих альбомов и туров. В клипе на заглавную песню альбома American Life, где Мадонна предстала в несуществующей унтер-офиценской форме — с внутренней частью нашивки звания от сержант-майора (SGM) и внешней частью от сержанта первого класса (SFC) — присутствовала пародия на американского президента и его поцелуй с Саддамом Хусейном. После обвинений в отсутствии патриотизма последовал запрет проигрывания новых песен Мадонны на республиканских радиостанциях Америки, как это сделали с группой Dixie Chicks.
Нерешительность и противоречивость высказываний певицы также убавили количество её поклонников: за неделю до релиза видео она утверждала, что «нет лучшего времени для пацифистского клипа, чем время войны», однако в последний момент внезапно отозвала клип, заявив о «нежелании смущать людей, чьи родственники воюют в Афганистане». Этот жест не повлиял на республиканский запрет ротаций, сделавший практически невозможным любое попадание на высокие места Billboard Hot 100. Она навлекла особую критику в 2004 году, призвав поклонников посмотреть фильм Майкла Мура «Фаренгейт 9/11».
В 2012 году в связи с цензурой своего клипа «Girl Gone Wild» певица обновила гипотетический список пожеланий в случае президентства:
1. Все деньги оборонного бюджета отправить на образование, чтобы школьным учителям платили больше. Это позор, как мало им платят.
2. Однополые браки легализовать повсеместно.
3. Никогда не подвергать цензуре мои клипы[336].

В годы президентских выборов 2008 и 2012 годов активно поддерживала Барака Обаму во время своих туров, из-за чего растеряла некоторых поклонников. В 2015 году сказала в шутку, что после всего этого её так и не пригласили в Белый дом, так как она «не замужем за Jay-Z». В июне 2016 года Мадонна лично познакомилась с Обамой на телешоу Джимми Фэллона.

#### Поддержка Хиллари Клинтон на стендапе
За два месяца до президентских выборов впервые поддержала кандидата — свою дальнюю родственницу Хиллари Клинтон. За две недели до выборов объявляла выступление своей подруги стендап-комедиантки Эми Шумер, известной в США своими шутками ниже пояса. Чикконе, дебютировавшая в этом жанре в 2015 году, пошутила: «Сделаю минет (англ. blowjob) каждому, кто проголосует за Клинтон» (см. статью «Скандал Клинтон-Левински»). Читатели журнала Rolling Stone ещё лучше поняли юмор — неприязнь певицы к данному виду секса была задокументирована в знаменитом интервью 1991 года актрисе Кэрри Фишер. Уже за день до выборов Мадонна действительно дала импровизированный концерт в поддержку Клинтон на улице Нью-Йорка. Некоторые российские политики (например, Владимир Жириновский) с подачи СМИ восприняли слова как серьёзное предвыборное обещание — данное якобы «во время своего концерта в Нью-Йорке» — и призвали не давать певице въездной визы, хотя ещё за полтора года до событий певица объявила об безвременном отказе от концертов в России (см. раздел «Мадонна в России»).

#### Речь на премииBillboard
В декабре 2016 года, уже после поражения Клинтон на выборах, певица произнесла мощную спорную речь по случаю вручения ей премии «Женщина года» журналом Billboard. В ней она рассказала о собственном изнасиловании, раскритиковала радикальный феминизм, солидаризировалась с либеральным, а также объяснила неуспех Хиллари Клинтон у женского электората с развитым бытовым стокгольмским синдромом: «Женщины были очень угнетенными настолько долго, что они верят всему, что о них говорят мужчины. Они верят в то, что должны поддерживать мужчину для того, чтобы работа была сделана. Да, есть мужчины, достойные женской поддержки. Но не потому что они мужчины, а потому что достойные». По мнению Люси О’Брайен, эта речь предвосхитила компанию 2017 года #MeToo, подчёркнуто осуждающую сексуальное насилие и домогательства.

#### Критика Дональда Трампа на «Марше женщин»
21 января 2017 года во время выступления на массовой акции протеста «Марш женщин» дважды нецензурно выразилась в адрес противников акции. В последовавшем после речи выступлении с песнями «Express Yourself» и «Human Nature» изменила строчку последней на другое ругательство в адрес 45-го президента, с которым находилась в открытой вражде с начала 90-х годов. Певицу подвергли критике за мат и высказанные вслух «антипатриотичные» размышления о взрыве Белого дома. Судебного преследования не последовало из-за общего контекста речи с цитатой англо-американского поэта Одена. Вскоре одна техасская радиостанция запретила на своих волнах весь каталог исполнительницы, призвав «патриотов» последовать примеру. В феврале с публичным осуждением выступил Трамп.
В сентябре 2018 года портал Snopes.com признал фейком появившуюся в соцсетях новость об изменившейся позиции Мадонны по отношению к Трампу.

#### Цензура в соцсетях
В июне 2020 года Instagram удалил пост Мадонны за распространие фальшивой новости о существовании вакцины от коронавируса COVID-19, которую якобы скрывают, «чтобы богатые становились еще богаче» (см. Эффект Матфея), но «истина сделает нас свободными». Огромной проблемой для Мадонны стал и тот факт, что, будучи гей-иконой, в том посте она поделилась видеозаписью гомофоба, тем самым уничтожив часть своей репутации — эксцентричного человека с превалирующим здравым смыслом.
В ноябре 2021 года Мадонна, уже не в первый раз, активно раскритиковала непоследовательность гендерной политики Instagram в отношении бана обнажённых тел, сведя всё к якобы крайне идеологизированному американскому образованию: «Благодарю за то, что мне удалось сохранить своё здравомыслие в течение четырёх десятилетий цензуры… сексизма… эйджизма и мизогинии. Это идеально совпало с ложью о паломниках, мирно разделивших с коренными американцами хлеб после высадки на Плимутском камне, в которую нас учили верить. Боже, благослови Америку».

#### Обострение российско-украинского конфликта в 2022 году
В феврале 2022 года, почти через 10 лет после своего последнего концерта в России, выступила с резкой критикой и осуждением вторжения России на Украину. Певица опубликовала в своем Instagram видео ремикса на песню «Sorry», в котором президент РФ Владимир Путин превращается в Адольфа Гитлера и показаны кадры ракетных ударов по украинским городам — изначально это видео 2006 года было направлено против политики республиканского президента Джорджа Буша-младшего, когда Мадонна попала в «чёрный список» американских радиостанций. Мадонна также заявила, что «бессмысленное и алчное» вторжение России в Украину должно быть прекращено (должно быть остановлено; англ. must be stopped). В сентябре 2022 года стало известно, что российские радиостанции тоже внесли её в список запрещённых артистов.
В декабре 2022 года она отметилась на видео в Stories на Instagram с жеванием в образе демона сине-жёлтой материи.
В октябре 2023 во время тура «The Celebration Tour» Мадонна завернулась в ткань цветов украинского флага во время исполнения песни «Don’t Cry for Me Argentina». Также на концерте исполнительница высказалась о палестино-израильском конфликте: «Все мы страдаем, наблюдая за тем, что происходит в  Израиле и  Палестине. У меня разрывается сердце, когда я вижу, как страдают дети, подростки, пожилые люди. Всё это душераздирающе».
Через день первый заместитель председателя комитета Госдумы по культуре Елена Драпеко, назвала условие для возможности выступления Мадонны в России — она отметила, что с продюсерами исполнительницы надо договариваться о том, чтобы артистка убрала из своего шоу «раздражающие россиян элементы» — пропаганду ЛГБТК и оскорбления чувств верующих. Драпеко уточнила: «Не поедет же она в мусульманскую страну демонстрировать всякие ужасы. И нас она должна уважать. Если уберёт эти элементы из программы, может приезжать, это будет интересно. Я, правда, не знаю, как она к нам относится, и вряд ли поедет».
Ещё через год, в октябре 2024-го, российский шеф-повар Владимир Мухин рассказал, каким в настоящее время является отношение Мадонны к россиянам: «Год назад я готовил для Мадонны. Когда она узнала, что я русский, у неё был шок. Для иностранцев почему-то русские повара – это какие-то большие медведи, которые играют на балалайках. Моя главная задача — разрушить эти стереотипы, показать, что мы давно осознанные, что мы другие и рестораны в России другие».

#### Благотворительность в Африке
В январе 2023 года  благотворительная организация «Всемирная федерация Эфиопии» попросила президента Малави Лазаруса Чаквера провести проверку в отношении певицы Мадонны. Утверждалось, что артистка могла быть причастна к торговле африканскими детьми, сексуальной эксплуатации, сексуальному рабству, угрозам принуждения, мошенничества, обмана и злоупотребления властью или уязвимостью детей.

### Поп-икона и другие почётные наименования впоп-культуре
- Королева (англ. The Queen)[374]
- Королева поп-музыки (англ. Queen of Pop)
- Королева видеоклипов (англ. Queen of Videos)[375][376]

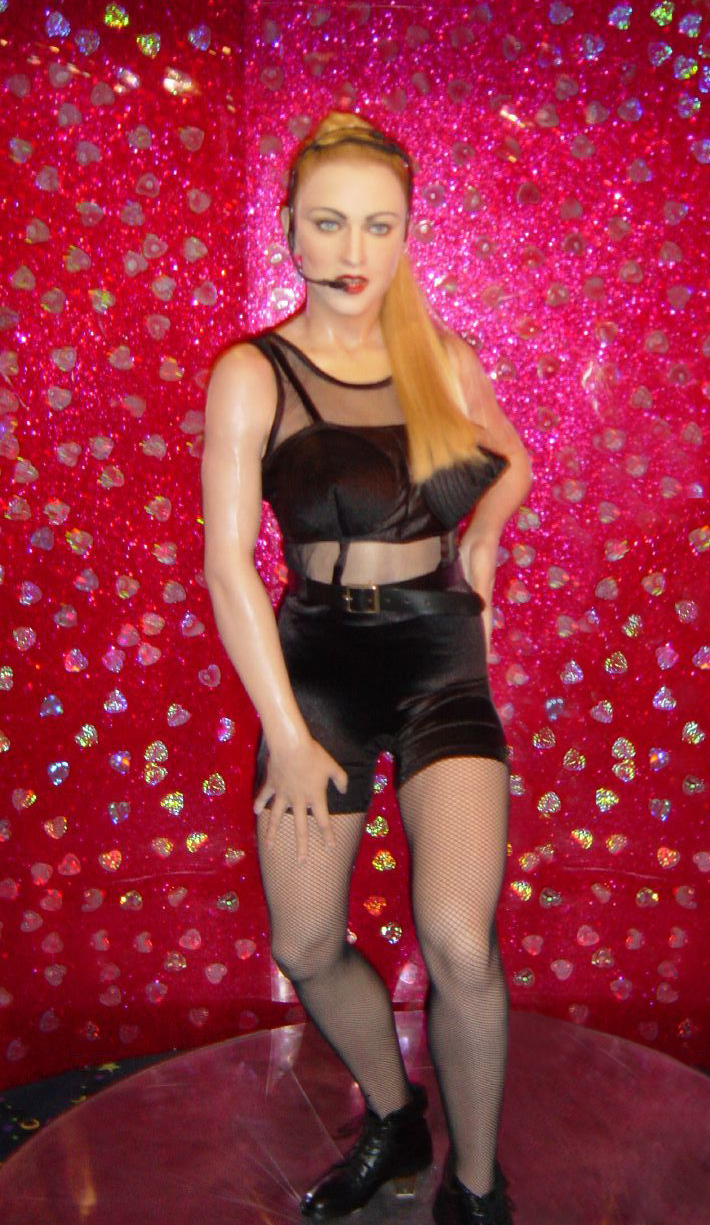
Восковая фигура Мадонны в гонконгском Музее мадам Тюссо

- Королева концертных туров (англ. Queen of Concerts tours)[377]
- Королева MTV (англ. Queen of MTV)[378]
- Королева переосмысления (англ. Queen of Reinvention)
- Королева чартов Billboard (англ. Queen of Billboard charts)[379]
- Королева маркетинга (англ. Queen of Marketing)
- Королева СМИ (англ. Queen of all Media)
- Королева всего (англ. Queen of Everything)[380]
- Королева заимствования (англ. Queen of Appropriation)[381]
- Королева непристойности (англ. Queen of the Obscene)[382]
- Королева скандала (англ. Queen of Controversy)[383]
- Королева скандальных видеоклипов (англ. Queen of controversial music videos)
- Богиня поп-музыки (англ. Goddess of Pop)[384]
- Секс-богиня (англ. Sex Goddess)[385]
- Величество (англ. Majesty)
- Танцующая королева (англ. Dancing Queen)[386]
- Материальная девушка (англ. Material Girl)

### Игровые фильмы о Мадонне
| Год  |     | Русское название                 | Оригинальное название                  | Примечание |
| ---- | --- | -------------------------------- | -------------------------------------- | --- |
| 1994 | тф  | Мадонна: Потерянная невинность   | Madonna: Innocence Lost                | Fox, американская телевизионная драма, являющаяся экранизацией неавторизованной биографии Кристофера Андерсена. |
| 2006 | кор | Гай Ричи и Мадонна. «Жизнь жены» | Guy Ritchie and Madonna. "Wife's Life" | Channel 4, британская пародийная биография в рамках Star Stories.                                               |
| 2019 | ф   | Мадонна: Рождение легенды        | Madonna and the Breakfast Club         | Американская докудрама о временах Мадонны в группах Breakfast Club и Emmy.                                      |

## Критика в США

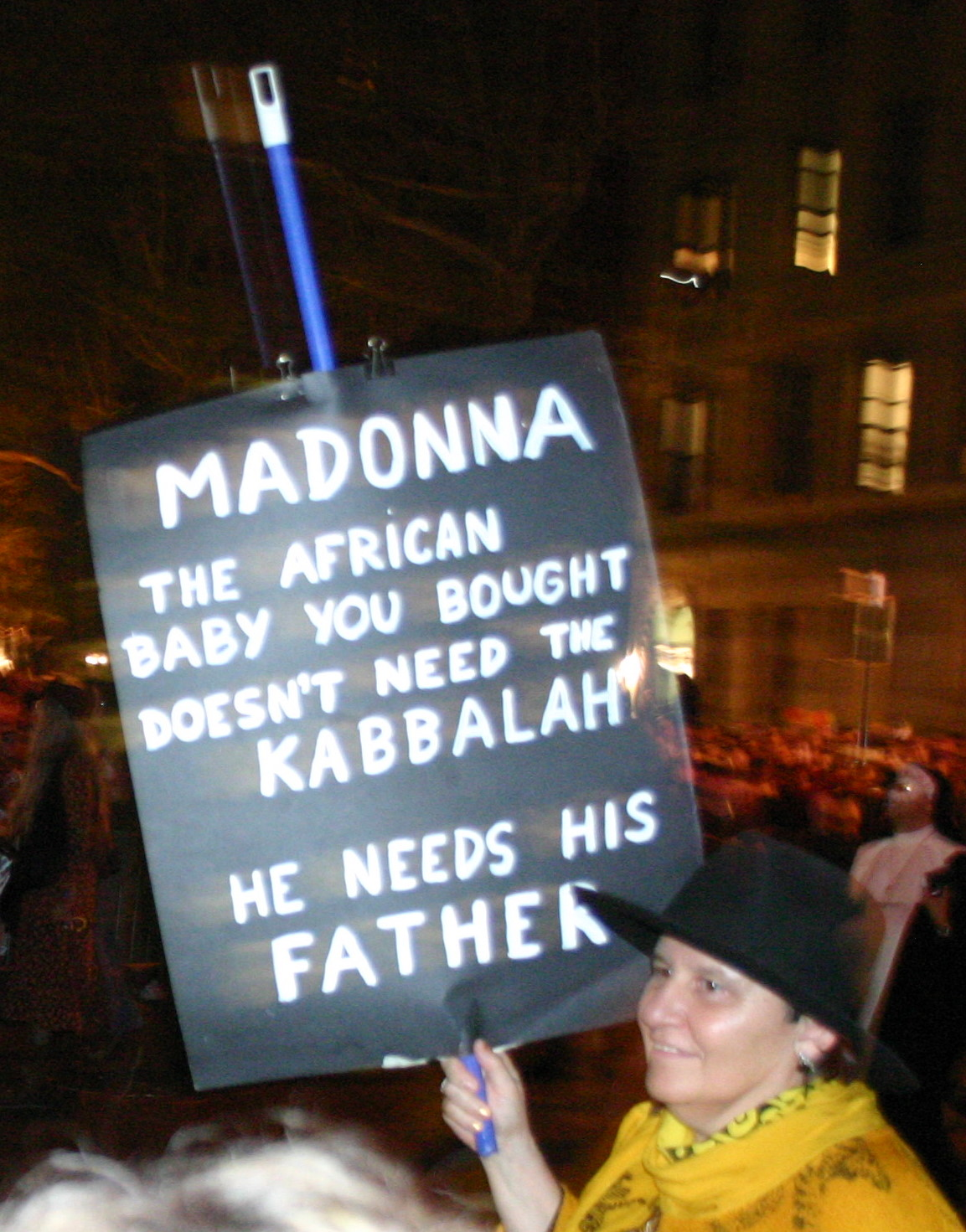
Жительница Нью-Йорка во время Хэллоуина протестует против усыновления Мадонной африканского ребёнка

Певица вызвала наибольшую реакцию американских общественных организаций и СМИ со времён критики Элвиса Пресли. СМИ и общественные организации обвиняли певицу в „богохульстве“ за использование распятий в качестве украшений, а также осуждали за то, что она испытывает наслаждение от собственной эротичности. Основной причиной критики стал переход сценического имиджа певицы от игривого образа 80-х в сторону вызывающей сексуальности 1990—1994 годов.
В книге „Американские иконы“ профессора отметили, что её фигура не только вездесуща, но и поляризует мнения. Например, в 1993 году о ней вышла книга „Я ненавижу Мадонну“, а на следующий год она послужила вдохновением для сборника „Мне снится Мадонна“. Линн Шпигель отмечала, что Мадонна порождала культурную двусмысленность и откровенность. Раввин Исаак Каруди — один из высоких иерархов ортодоксальной Каббалы — описывал её как „развращённую культурную икону“. Социальный критик и критический теоретик, Стюарт Сим замечал: „Сейчас Мадонна достигла статуса культурной иконы, однако она крайне проблематична.  Потому как её удовольствие от одновременного следования и нарушения культурных стереотипов касательно женственности делает категоризацию крайне сложной — у каждого своя точка зрения.“.
Культуровед Фаусто Ривьера Янез из El Telégrafo считал: «На Мадонну навесили ярлык узурпатора, поскольку большая часть её эстетического и музыкального подхода основана на иконографии культуры чернокожих, дискурсе о сексуальном разнообразии и, время от времени, геополитическом контексте„. Морин Орт объясняла это противоречием культурного и социального влияния:
|  | Популярность Мадонны уникальна тем, что основана и на отторгающих, и на принимающих. Её слава, в отличие от большинства мега-звёзд, также базируется на людях, которые любят её ненавидеть (при этом отслеживая всё, что она делает), и тех, кто ненавидит её любить, ну и на традиционных поклонниках-обожателях. Возможно, что нет ничего удивительного в том, что даже учёные наведываются в "мадонна-ологию".Морин Орт, 1992 год. |

Американский лауреат Пулицеровской премии и критик The New York Times Митико Какатани полагал, что Мадонна невероятно популярна, однако очевидно то, что её не любят повсюду. Он считал: «Политика сексуальных и гендерных представлений и их связи с идентичностью не обошла Мадонну стороной“. Авторы книги „Гендерные представления в культурах“ (2004) заметили, что «Мадонне постоянно отказывали в статусе „настоящего“ музыканта и даже обвиняли в вампироподобном использовании модных музыкантов для обновления саунда».
На протяжении своей карьеры Мадонна привлекала внимание семейных организаций, феминисток направления «анти-порно» и религиозных групп, которые призывали к бойкоту и протестам по всему миру. Профессор Брюс Дэвид Форбс, автор «Религиозной и популярной культуры в Америке» (2005) считал, что «одни из самых важных и интересных текстов в американской культуре последнего времени, в которых затрагиваются вопросы теории освобождения, посвящены теме Мадонны». Карен Фредерикс из социалистической газеты Green Left Weekly задала вопрос, двигает ли «феномен Мадонны» вперёд дело освобождения женщин в западном обществе. И сказала, что к Мадонне очевидно не стоит обращаться за помощью. Она утверждала, что артист является товаром на капиталистическом рынке, на который оказывают влияние, хотя бы до какой-то степени, потребности женского движения. В 1988 году один итальянский скульптор захотел установить статую Мадонны в городе Пачентро, откуда родом родители её отца, посчитав, что «Мадонна — это символ наших детей и представляет лучший мир в 2000 году». Тогдашний мэр Пачентро отказался от идеи. Социолог Джон Шеппард писал, что культурное взаимодействие Мадонны высвечивает к несчастью продолжающиеся реалии доминирования и подчинения.
Учёный Одра Гаглер их Лихайского университета писала в защиту Мадонны: 
|  | Её много критиковали на протяжении карьеры, и, по большей части, критиковали несправедливо. Вместо критики её действий, её следовало похвалить — потому что она радикально стремится к переменам в обществе путём размывания барьеров, которые отделяют разные социальные группы, и призывает людей обрести власть над собственной жизнью, подняться из состояния второстепенности. Мадонна размывает барьеры, которые существуют в обществе и различными способами разделяют его.Одна Гаглер, 2000 год |

 Она также отметила, что многие критики поначалу хвалили её, но потом охладели — из-за того, что её всё более и более стали окружать скандалы.

### Сноски
1. ↑  англ. Madonna Studies
2. ↑  англ. Metatextual Girl
3. ↑  рус. душевная поп-музыка; поп-музыка с элементами соула
4. ↑  англ. an exemplary songwriter with a gift for hooks and indelible lyrics
5. ↑  англ. Representing gender in cultures
6. ↑  англ. The Greatest Music Video Star Ever
7. ↑  исп. La Rosa en Flores
8. ↑  рус. Хотя Мадонне имя было дано родителями, решение использовать его по отдельности без фамилии фактически превратило его в сценическое имя.
9. ↑  англ. Although Madonna was given this name by her parents, the decision to use it alone without her surname as in effect turned it into a stage name.
10. ↑  рус. Край тумана
11. ↑  англ. musical icon without peer
12. ↑  англ. Madonna is a key figure in the music
13. ↑  англ. genuinely freakish figure in popular music
14. ↑  англ. Tony Sclafani
15. ↑  англ. Laura Barcella
16. ↑  англ. Joe Levy
17. ↑  англ. opened the door for what women could achieve and were permitted to do
18. ↑  англ. Carol Benson
19. ↑  англ. Erin Vargo
20. ↑  англ. Brian Niemietz
21. ↑  англ. female trickster
22. ↑  англ. Madonna Phenomenon
23. ↑  англ. American Icons
24. ↑  англ. I Hate Madonna Handbook
25. ↑  англ. I Dream of Madonna
26. ↑  англ. Isaac Karudi
27. ↑  англ. Stuart Sim
28. ↑  исп. Fausto Rivera Yánez
29. ↑  англ. Maureen Orth
30. ↑  англ. Representing gender in cultures
31. ↑  англ. Bruce David Forbes
32. ↑  англ. Religion and Popular Culture in America
33. ↑  англ. Karen Fredericks
34. ↑  англ. John Shepherd
35. ↑  англ. Audra Gaugler

### Комментарии
1. ↑  В истории музыки уже был подобный случай: в один и тот же 1685 год (MDCLXXXV римскими цифрами) родились Бах, Гендель и Скарлатти. 1958 год — это MCMLVIII[5].
2. ↑  См. «I Love New York» в альбомах I’m going to tell you a secret и Confessions On a Dance Floor (Дискография Мадонны)
3. ↑  См. песню «Laugh To Keep From Crying» из альбома Pre-Madonna
4. ↑  Самый популярный источник, повествующий о родстве древних греков (конкретно — спартанцев), на языке которых написан оригинал Нового Завета, и древних евреев, язык которых — оригинал большей части Ветхого Завета, — это Первая книга Маккавейская (1Мак. 12:21)[54].
5. ↑  Ivor Novello: 2000 год — Most Performed Work за «Beautiful Stranger»; 2007 год — International Hit of the Year за «Sorry»
6. ↑  К тому времени профессор Макклэри преподавала в Университете Кейс Вестерн Резерв историю и теорию музыки, а также аутентичное исполнительство[138].
7. ↑  Боб Дилан отвечал на критику своего голоса хорошо известными на Западе словами: «Когда Сэма Кука отметили за красивый голос, тот ответил: „Что ж, спасибо, но голос не стоит измерять по красоте. Лишь сумев убедить вас в своей правдивости, он чего-то стоит“»[155].
8. ↑  «Crazy for You» — «Зрительный поиск»; «Who’s That Girl», «Causing a Commotion» — «Кто эта девчонка?»; «Vogue» — «Дик Трейси», «This Used To Be My Playground» — «Их собственная лига»
9. ↑  «Live To Tell» — «В упор», «I’ll Remember» — «С почестями»
10. ↑  В этом резюме Мадонна приукрасила сведения[222]: округлила свой рост с 164 см до 165 см (5 футов 5 дюймов), назвала свои каштановые волосы «тёмно-рыжими» (auburn), а голубые глаза — «зеленовато-карими» (hazel), сравняла объём груди с бёдрами, выдумала публикации в немецком Playboy в декабре 1981 года и перечислила написание песен (songwriting) в качестве первого хобби[223].
11. ↑  В 1980-х, 1990-х или 2000-х Мадонна ни разу не занимала высоких мест в рейтингах самых красивых женщин журнала People, но со временем даже российские пластические хирурги стали отмечать её выразительную красоту: «Большие глаза с длинными загибающимися ресницами (итальянские корни, не иначе) и брови вразлет, хищно вырезанный нос, широкие мощные скулы, выраженный подбородок – и при этом лицо нежное, сердечком»[232]. В 2019 году попала на 3-е место в списке самых красивых постаревших  в онлайн-опросе, проведённом международной велнесс-маркой Foreo[англ.][233].
12. ↑  Песня «Like a Virgin» была названа певицей-монахиней Кристиной Скуччей «секулярной молитвой»[247], а персонажем «Бешеных псов» Тарантино — «метафорой для больших половых членов»[248].